# Kultura łużycka

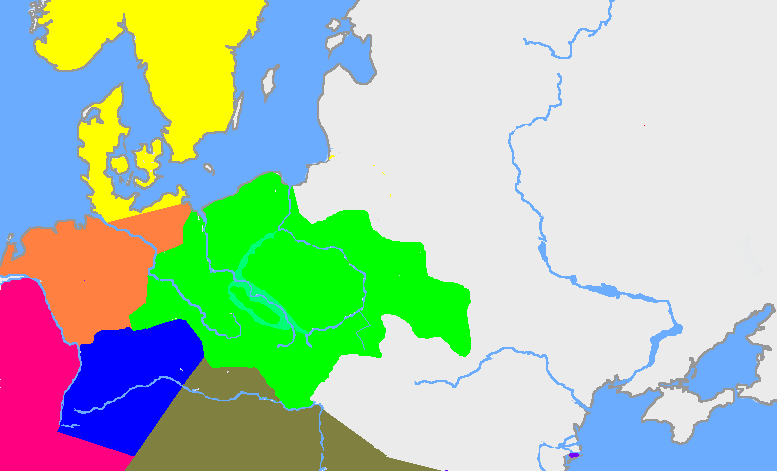
Maksymalny zasięg kultury łużyckiej, zaznaczony kolorem zielonym

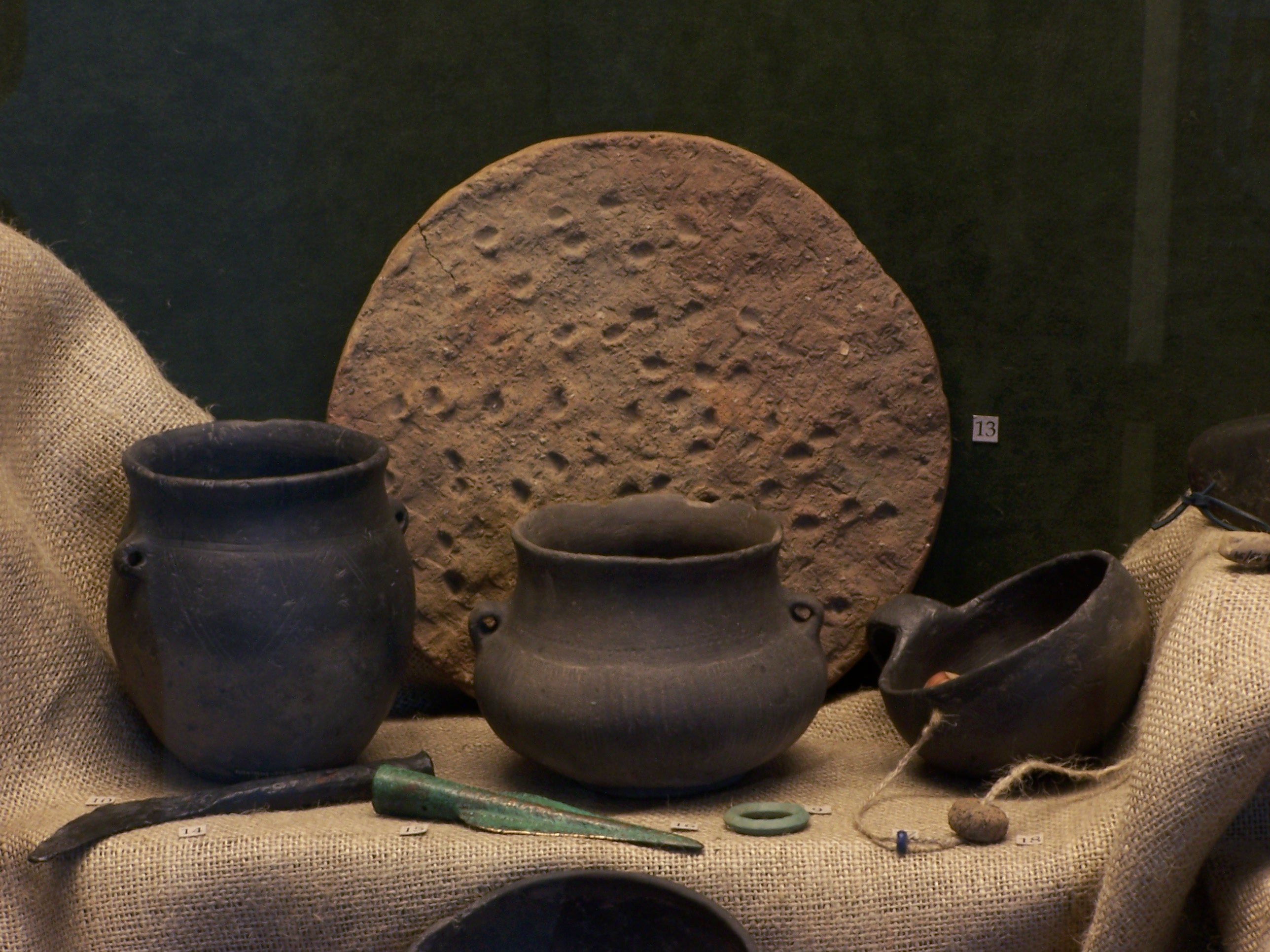
Inwentarz kultury łużyckiej. W tle talerz gliniany.

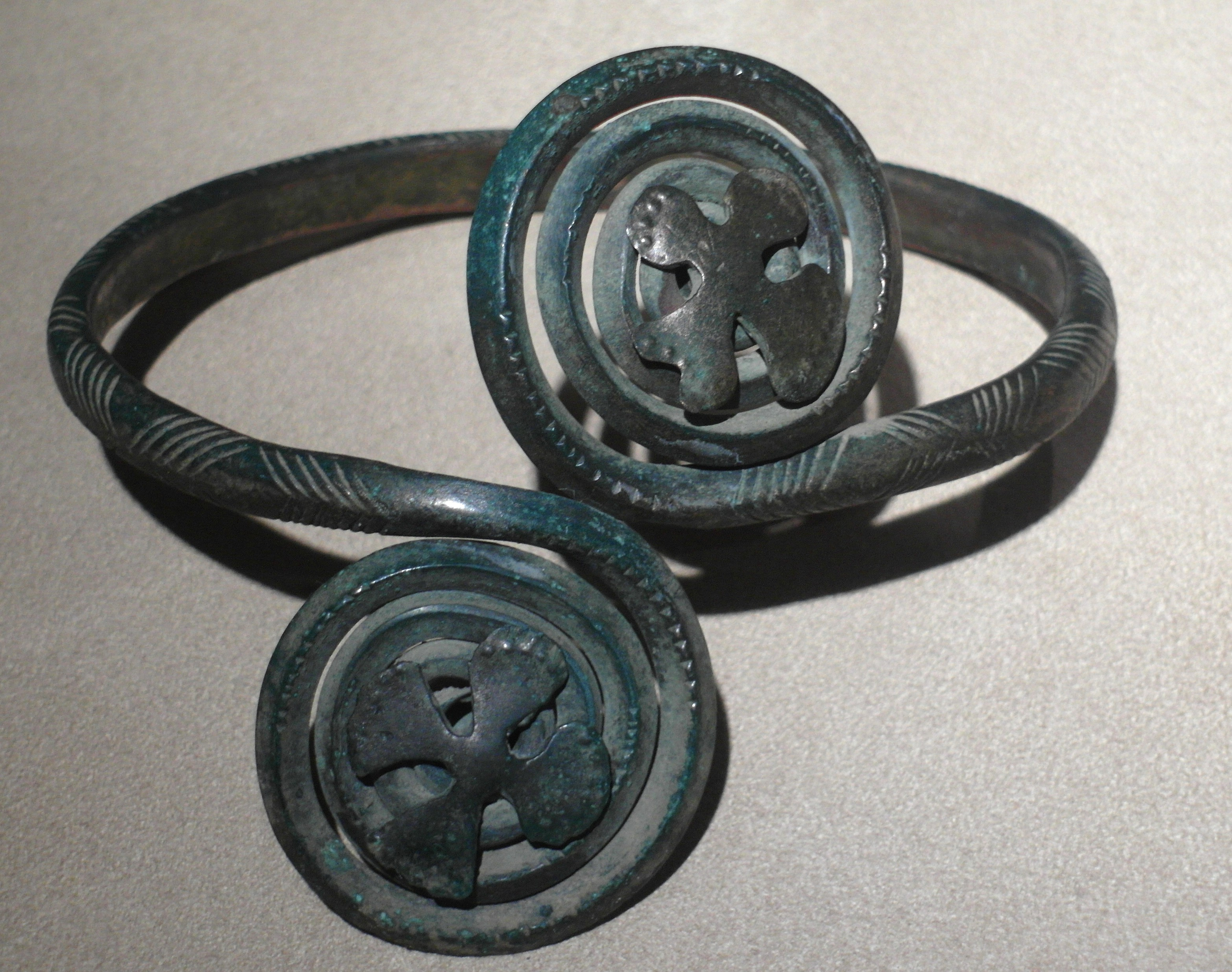
Naramienniki kultury łużyckiej ze skarbu z Krobowa (1200–1000 rok p.n.e.) z krzyżem słonecznym, interpretowanym niekiedy jako czterolistna koniczyna

Kultura łużycka – kultura archeologiczna środkowej i młodszej epoki brązu oraz wczesnej epoki żelaza (ok. 1300 r. p.n.e. – 400 r. p.n.e), występująca głównie na ziemiach Polski oraz przyległych do nich obszarów w innych państwach m.in. Czech, Słowacji i Niemiec. Należy do kręgu kultur pól popielnicowych, do którego kwalifikuje się między innymi ze względu na formę pochówku ciałopalnego w popielnicach zakopywanych w ziemi. Kultura łużycka nie jest tworem jednolitym, dzieli się na wiele grup różniących się inwentarzem, obrządkiem pogrzebowym bądź formami osadnictwa. Występowały w niej zarówno osady otwarte, jak i zamknięte, do których zalicza się osadę w Biskupinie. Natomiast wszystkie grupy kultury łużyckiej charakteryzują się tym samym modelem gospodarki oraz względnie zbliżonym modelem struktur osadniczych.

## Pochodzenie nazwy

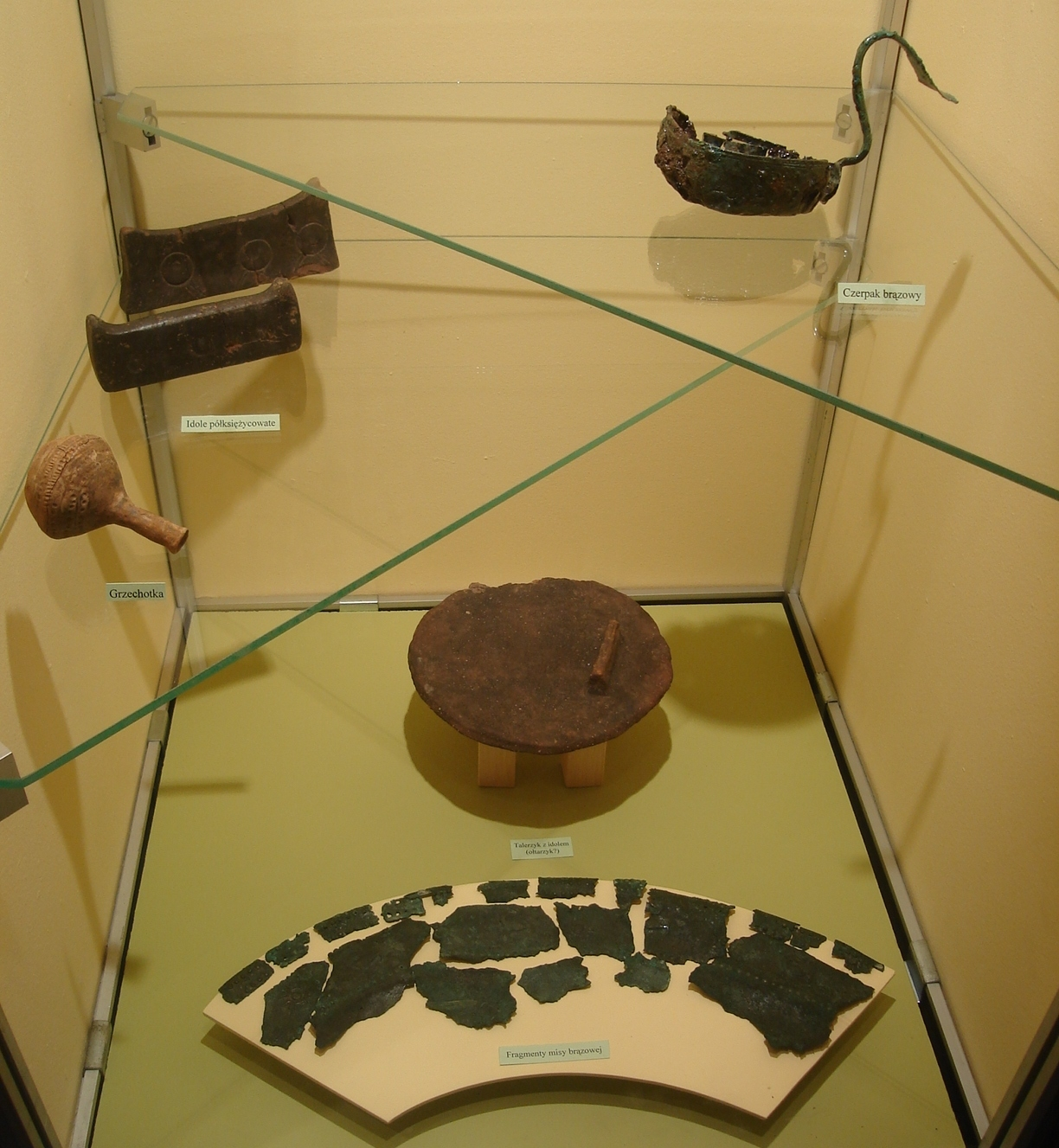
Grzechotka, czerpak brązowy, talerzyk, idole, fragmenty misy brązowej

Termin kultura łużycka został stworzony w drugiej połowie XIX wieku przez niemieckiego patologa, antropologa i prehistoryka Rudolfa Virchowa, początkowo jedynie do oddania zjawisk występujących na obszarach Łużyc, gdzie na przełomie epoki brązu i wczesnej epoki żelaza pojawiły się cmentarzyska składające się z grobów popielnicowych. Stopniowo jednak rozszerzano zasięg kultury łużyckiej na nowe ziemie, wpierw do Saksonii, Wielkopolski i Śląska, a także na tereny Czech i Moraw. Jej funkcjonowania dopatrywano się na coraz szerszych obszarach, identyfikując ją z występowaniem cmentarzysk, zwanych polami popielnicowymi. W XX wieku zaczęto precyzować znaczenie pojęcia. Polscy badacze mieli tendencję do rozszerzania zasięgu kultury łużyckiej, w odróżnieniu od archeologów niemieckich i czeskich. Wiele do dyskusji wniósł czeski archeolog Jan Filip, założyciel czasopisma „Pamatký archeologické” ("Archeologiczne pamiątki"). Na określenie młodszych faz kultury łużyckiej w północnych i północno-wschodnich obszarach Czech używał terminów kultura śląska i kultura platenicka. W dużym stopniu zgadzał się jednak z poglądami archeologów polskich. Archeolodzy niemieccy za kulturę łużycką uważają, odnośnie do obszarów Brandenburgii, Saksonii i Łużyc, wczesne fazy jej rozwoju, nazywając późniejsze mianem kultury białowickiej, czy kultury górzyckiej. Z poglądem tym zgadza się Aleksander Gardawski, który wyróżnił kulturę białowicką na obszarze całej kultury łużyckiej. Przyczyną są różne metody, którymi posługują się badacze przy dokonywaniu podziałów taksonomicznych. Badacze polscy kierują się występowaniem pól popielnicowych oraz charakterystycznych form ceramiki, natomiast badacze niemieccy największą wagę przywiązują do wyrobów brązowych, charakterystycznych często dla kultury nordyjskiej.

## Kryteria wyróżnienia
Kultura łużycka została wyróżniona na podstawie typu gospodarki, podobnych form osadniczych oraz cech budownictwa. Ponadto wiele wzajemnych powiązań można zauważyć w inwentarzu ceramicznym, różnym co prawda w poszczególnych grupach, wykazującym jednak wiele cech wspólnych, zarówno co do strony technicznej, jak i stylów w zdobnictwie. Ponadto czynnikiem, który zaważył na wyróżnieniu tej kultury, jest obrządek pogrzebowy, w którym zmarłych składano powszechnie na długo użytkowanych cmentarzach.

## Geneza

### Historia badań nad początkami kultury łużyckiej

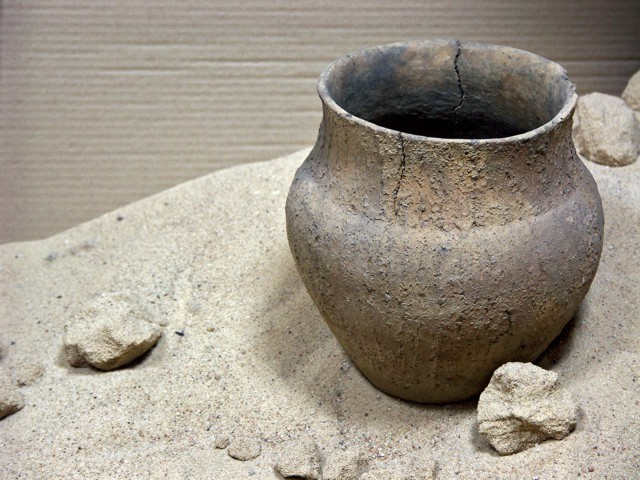
Popielnica kultury łużyckiej, o łagodnym załomie brzuśca

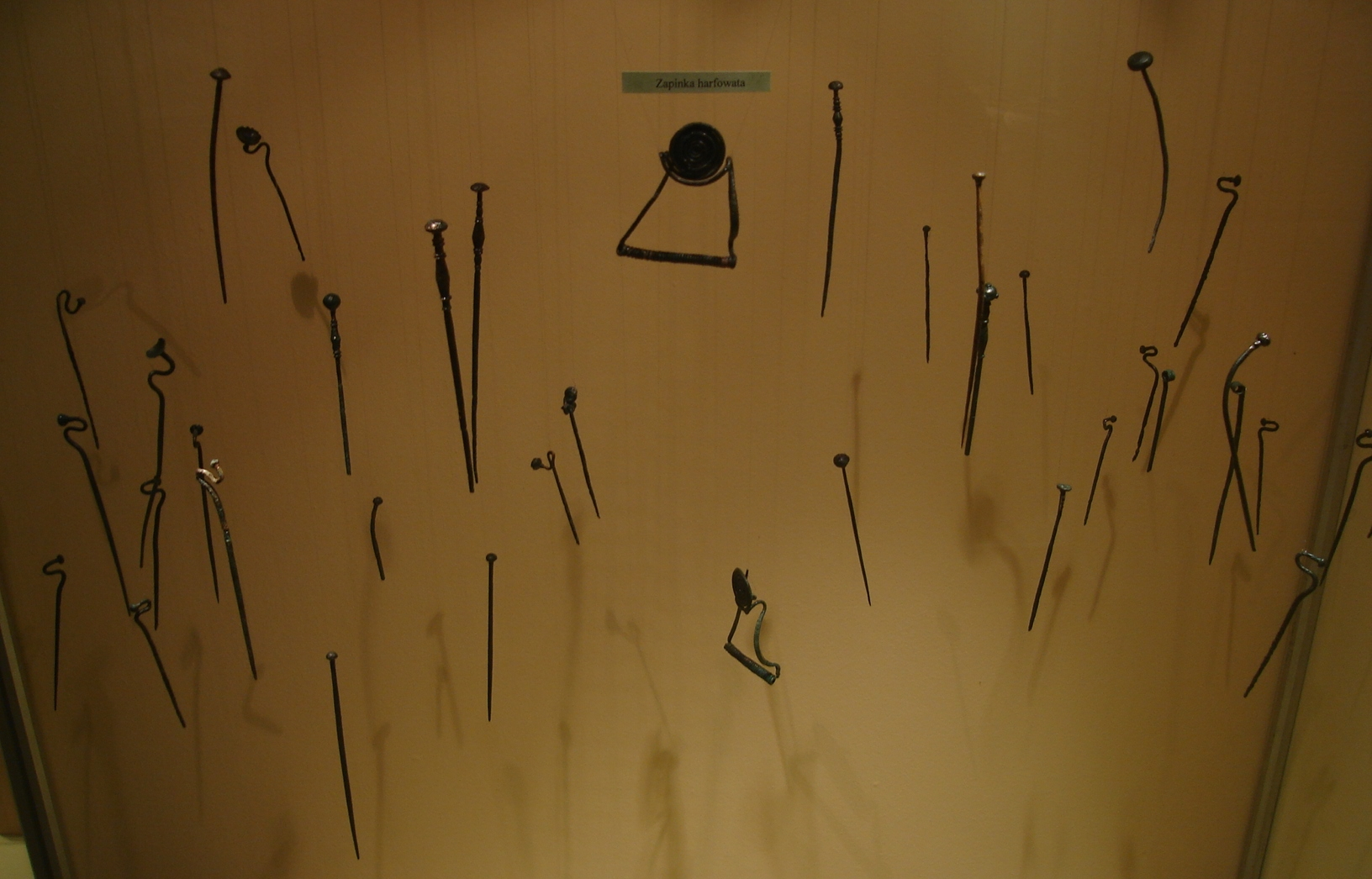
Różne formy szpil i dwie zapinki harfowate w centrum

Na przełomie XIX i XX wieku dominował pogląd, według którego ludność kultury łużyckiej przybyła na obszar dorzecza Odry i środkowej Łaby z ziem położonych w dorzeczu środkowego Dunaju. Wzrost zainteresowania tą problematyką miał miejsce w latach 20. XX wieku, kiedy zajęli się nią Józef Kostrzewski i Bolko von Richthofen, którzy zwrócili uwagę na istnienie grobów, które można nazwać formami przejściowymi, pomiędzy obrządkiem szkieletowym a obrządkiem ciałopalnym. Były to groby ciałopalne niezawierające popielnic, w których spalone resztki zwłok rozsypywano w jamach, wykopanych na długość ciała zmarłego. Ponadto wskazywano na obecność niektórych wyrobów ceramicznych i brązowych zarówno we wczesnych fazach kultury łużyckiej, jak i w poprzedzającej ją kulturze przedłużyckiej. W związku z tym uznano, że omawiana jednostka taksonomiczna wykształciła się na przełomie II i III epoki brązu, czyli około 1300 lat p.n.e. na bazie kultury przedłużyckiej. W 1928 roku Leon Kozłowski, zgadzając się z tą teorią, wyróżnił dla obszarów Dolnego Śląska, południowej Wielkopolski, Łużyc oraz wschodniej Saksonii, tak zwaną kulturę starołużycką, uznając te ziemie za kolebkę kultury łużyckiej. Pogląd ten przyjął się wśród innych archeologów, jednak obecnie został odrzucony i nie funkcjonuje już w literaturze.
W latach 30. na skutek podjętych licznych badań na stanowiskach epoki brązu, zwrócono uwagę na rolę kultury trzcinieckiej w formowaniu się kultury łużyckiej. Polscy badacze zagadnieniem tym zajęli się zwłaszcza po drugiej wojnie światowej. Przecenianiano rolę kultury trzcinieckiej w formowaniu się kultury łużyckiej. Wysuwano wtedy pogląd, że kolebką mogła być strefa przemieszania się zespołów przedłużyckich i trzcinieckich. Ważne dla rozwoju myśli nad genezą kultury łużyckiej było wyróżnienie przez Aleksandra Gradawskiego fazy łódzkiej, datowanej na starszą część III okresu epoki brązu, którą wiązał z kulturą trzciniecką, która miałaby być kolebką wschodniej części kultury łużyckiej. Wiąże się to z wyraźnym podziałem na część zachodnią, gdzie większe powiązania można zauważyć z zespołami przedłużyckimi i na część wschodnią, gdzie dalej żywe były niektóre tradycje trzcinieckie. Również na obszarach Moraw i północno-zachodniej Słowacji badacze zwrócili uwagę na wpływy wcześniejszych kultur – kultury wieterzowskiej oraz kultury mogiłowej.

### Współczesne spojrzenie na początki kultury łużyckiej
Powstanie kultury łużyckiej nie jest uważane za jedno zjawisko występujące wszędzie w taki sam sposób. Nie wystarcza wyróżnienie grupy wschodniej i zachodniej, a rozważa się wiele grup, dla których proces formowania się nastąpił pod wpływem szeregu czynników. Proces ten zapewne nie przebiegał też równocześnie. Kształtowanie się kultury łużyckiej następowało w końcowej części II okresu epoki brązu (1700–1300 lat p.n.e.) i na początku III okresu (1300–1100 lat p.n.e.), według podziału chronologicznego dokonanego przez Oskara Monteliusa. Proces ten rozpoczął się najpierw w grupie śląskiej, sasko-łużyckiej i słowackiej. Wiązał się ze zmianą modelu życia ludności przyjętego w kulturze przedłużyckiej na zachodnich i w kulturze trzcinieckiej na wschodnich połaciach ziem objętych nową jednostką kulturową. Zmiany te zachodziły w gospodarce, osadnictwie, kulturze materialnej, a przede wszystkim w obrządku pogrzebowym. Nie wszystkie jednak elementy obrządku pogrzebowego zostały od razu przyjęte, na co wskazuje długotrwałe przeżywanie się niektórych tradycji mogiłowych, na przykład występowanie obok grobów płaskich, pochówków pod kurhanami, wewnątrz których chowano szczątki w obrządku ciałopalnym bądź współistnienie na tych samych cmentarzyskach grobów szkieletowych i ciałopalnych.

## Chronologia

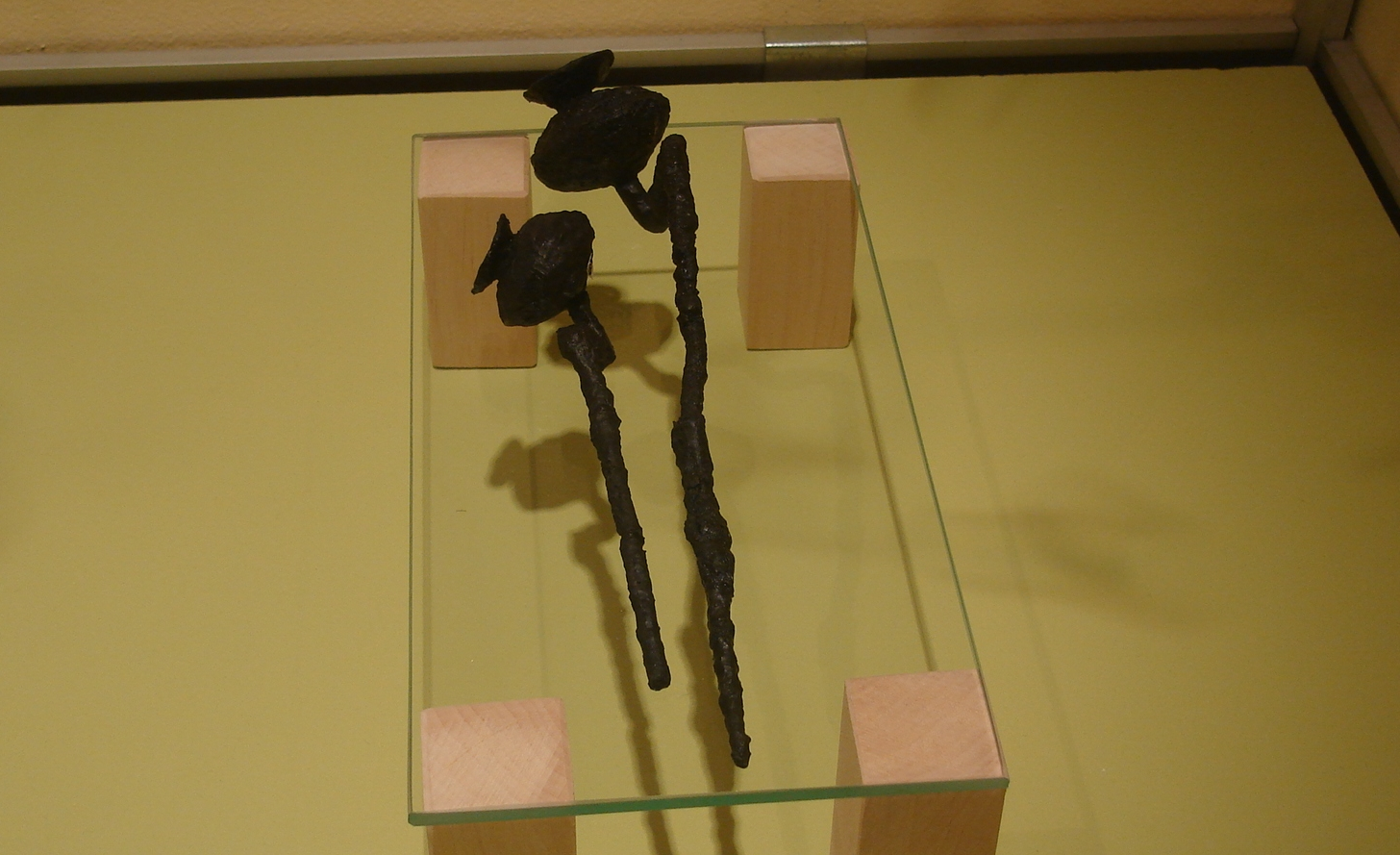
Szpile żelazne

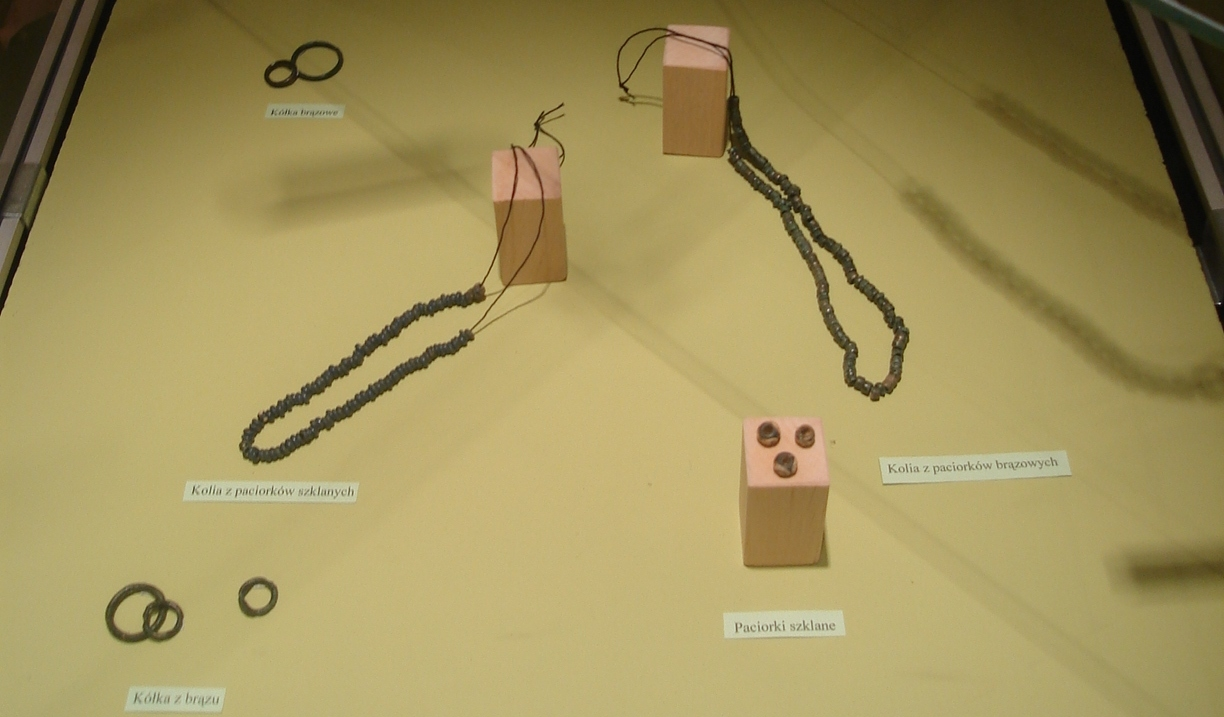
Kolie z paciorków brązowych i szklanych oraz kółka brązowe

Kultura łużycka rozwijała się od około 1700 lat p.n.e. do około 400 lat p.n.e. W jej rozwoju w okresie epoki brązu na podstawie szerokiego rozprzestrzenienia się niektórych stylów produkcji ceramicznej oraz niektórych typów ozdób wykonywanych z brązu, rozróżnia się dwa podstawowe horyzonty chronologiczne:
- Horyzont wczesny – przypada na środkową epokę brązu i wyraża się występowaniem ornamentu guzowego na ceramice, zwłaszcza w grupach zachodnich. Guzy te występują w miejscu największej wydętości brzuśców.
- Horyzont późny – łączy się z późną epoką brązu. Charakterystyczna jest dla niego ceramika ostro profilowana, wiążąca się z dwustożkowymi formami naczyń, a następnie pojawiają się naczynia zdobione ukośnym kanelowaniem oraz specyficzne formy mieczy, szpil i zapinek, wykonywane z brązu.

Wyróżnia się również fazę przypadającą na wczesną epokę żelaza, kiedy znaczne obszary kultury łużyckiej znalazły się pod wpływami kultury halsztackiej, a na obszarze Śląska można mówić wręcz o rozwijaniu się śląskiego typu stylu halsztackiego. Po raz pierwszy na ziemie polskie napłynęły liczne wyroby żelazne. Ponadto z tym okresem wiąże się powstawanie grodów typu biskupińskiego. Pojawienie się tej formy osadnictwa wiąże się najprawdopodobniej z najazdami na współczesne ziemie polskie Kimmerów. Kolejnym wartym wyróżnienia okresem w kulturze łużyckiej jest Hallstatt D, kiedy największym rozkwitem cieszyła się grupa wschodniowielkopolska, która przejęła od dominującej wcześniej grupy śląskiej, pośrednictwo w handlu bursztynem między obszarami Pomorza i południowej Europy. Na niektórych obszarach kultury łużyckiej, zwłaszcza na Kujawach, doszło do najazdów grup scytyjskich, których efektem było zniszczenie części osad. Na stanowiskach występują charakterystyczne dla Scytów grociki z trzema graniami. Innym dowodem na obecność Scytów na ziemiach polskich jest skarb z Witaszkowa, mający charakter wotywno-kultowy.
| Nazwa okresu          | Czas trwania (lata p.n.e.) |
| --------------------- | -------------------------- |
| I okres epoki brązu   | 1700–1500                  |
| II okres epoki brązu  | 1500–1300                  |
| III okres epoki brązu | 1300–1100                  |
| IV okres epoki brązu  | 1100–900                   |
| V okres epoki brązu   | 900–700                    |
| VI okres epoki brązu  | 700–400                    |

## Obszar występowania i podział na grupy

### Zasięg występowania
Zasięg kultury łużyckiej został najszerzej przyjęty przez badaczy polskich, wbrew opiniom archeologów czeskich i niemieckich. Obserwuje się coraz powszechniejsze przyjmowanie polskiego punktu widzenia co do zasięgu. Według tego poglądu kultura łużycka obejmuje niemal całe ziemie polskie, z wyjątkiem północno-wschodnich skrawków kraju, północno-zachodnią i środkową Słowację, północne i środkowe Morawy, północną i północno-wschodnią część Czech, Saksonię, Łużyce, wschodnią Turyngię oraz wschodnią Brandenburgię, zaś w kierunku wschodnim sięga zachodniej części Wołynia.

### Podział na grupy
Rozwijały się, różniące się w mniejszym lub większym zakresie, grupy.
- Grupa śląska – wyróżnia się ją dla obszarów wschodniej części Dolnego Śląska, lewobrzeżnej partii Górnego Śląska, południowej Wielkopolski, północno-wschodnich Czech, zachodnich części Małopolski oraz północnych i środkowych Moraw. Istniał w niej cały szereg podgrup, z reguły przypisanych mniejszym jednostkom geograficznym. Jeszcze u schyłku II okresu epoki brązu można mówić o formowaniu się grupy śląskiej na obszarze Płaskowyżu Głubczyckiego, Śląska Środkowego oraz pograniczu Śląska Środkowego z Dolnym Śląskiem, w dorzeczu rzeki Kaczawy. Później ten model kulturowy rozprzestrzenił się na pozostałe obszary. W obrębie grupy śląskiej wyróżnia się cztery fazy. Charakterystyczne są dla niej groby typu kietrzańskiego (nazwane tak od stanowiska w Kietrzu). We wczesnej epoce żelaza grupa śląska znalazła się w bezpośredniej styczności z kulturą halsztacką, co zaowocowało licznymi jej wpływami na ziemie polskie. Kultura łużycka na Śląsku załamała się dopiero w okresie brązu D, kiedy rolę wzorca dla innych regionów przejęła grupa wielkopolska. Grupa ta w znaczącym stopniu wpłynęła na inne grupy kultury łużyckiej.

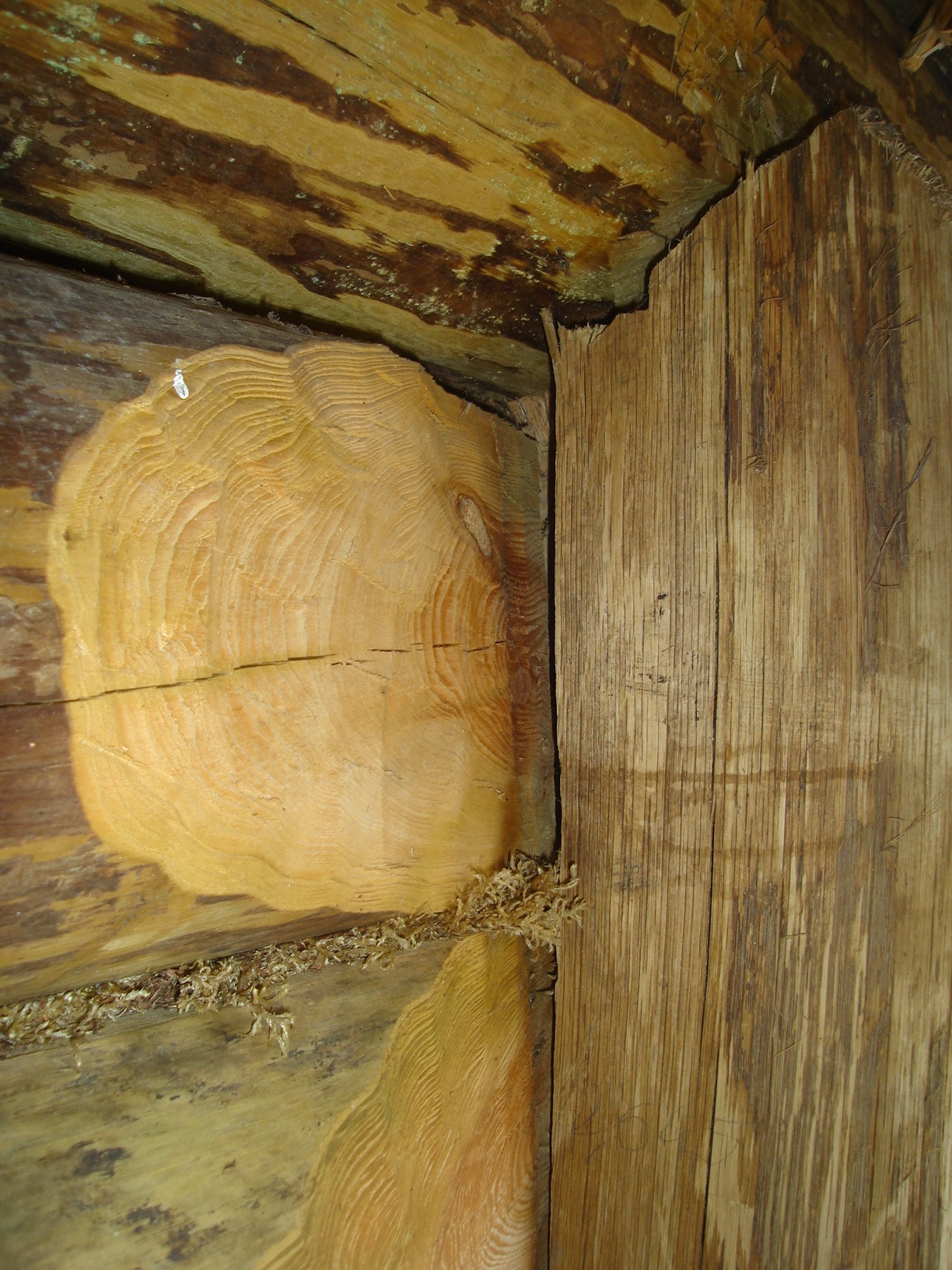
Konstrukcja sumikowo-łątkowa w rekonstrukcji chaty w Biskupinie

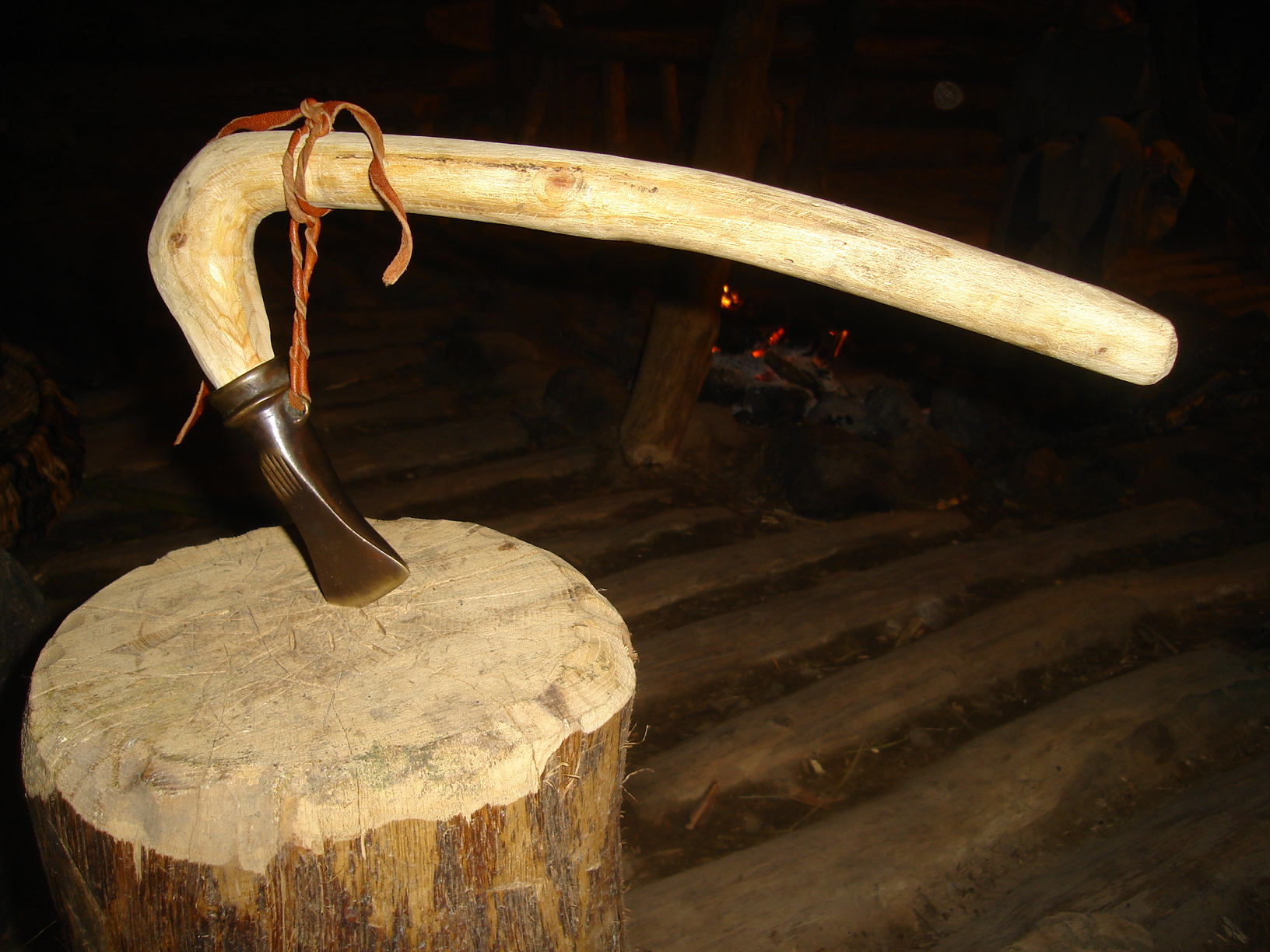
Rekonstrukcja siekierki z tulejką i uszkiem

- Grupa sasko-łużycka – funkcjonowała na obszarze Saksonii, Łużyc, zachodniej części Dolnego Śląska, wschodniej Turyngii oraz północno-zachodnich Czech. Również w niej wyróżnia się kilka podgrup. Uformowała się tak jak grupa śląska u schyłku II okresu epoki brązu. W obrębie jej rozwoju wyróżnia się pięć faz. Od samego początku obok osad otwartych funkcjonowały grody.
  - Grupa białowicka – bezpośrednia kontynuacja grupy sasko-łużyckiej we wczesnej epoce żelaza. Dzieli się ona na trzy fazy, z których ostatnia kończy się dopiero w środkowym okresie lateńskim. Występują w niej grody lokowane na terenach podmokłych lub nad rzekami. Dotarły do niej wpływy stylu halsztackiego ze Śląska, chociażby w postaci ceramiki malowanej i grobów w drewnianych komorach. Brak jest jednak wyrobów metalowych w stylu halsztackim.
- Grupa brandenbursko-lubuska – obejmowała wschodnią część Brandenburgii, ziemię lubuską i zachodnie peryferie Wielkopolski. Jej rozwój dzieli się na trzy fazy. W pierwszej z nich dość licznie występowały jeszcze pochówki kurhanowe. Charakterystyczny jest dla niej tak zwany styl uradzki w ceramice, w którym występują ostro profilowane naczynia, zdobione poziomymi i ukośnymi żłobkami oraz tak zwane pucharki uradzkie na pustej nóżce.
- Grupa zachodniopomorska – występowała na Środkowym oraz Zachodnim Pomorzu. Uformowała się u schyłku III lub w początkach IV okresu epoki brązu. W początkowych fazach licznie występowały groby kurhanowe. Wykształciła również odrębny styl w odlewnictwie, inspirowany zapewne wzorcami płynącymi z kultury nordyjskiej.
- Grupa wschodniopomorska (kaszubska) – ukształtowała się w tym samym okresie co grupa zachodniopomorska. Obejmowała Pomorze Gdańskie. Na jej bazie wykształciła się około 650 lat p.n.e. kultura pomorska.
- Grupa chełmińska – obejmowała ziemię chełmińską, na prawym brzegu dolnej Wisły. Jej początki datuje się na IV okres epoki brązu, zaś jej szczyt rozwoju przypada na okres V. W tym czasie wystąpiło wyraźne zagęszczenie stanowisk, utrzymujące się również w okresie halsztackim. W obrębie grodu tej grupy, położonego we wsi Gzin, natrafiono na bezsporne ślady kanibalizmu, w postaci szczątków ludzkich, potraktowanych w ten sam sposób jak szczątki zwierzęce. Na obszary grupy chełmińskiej dotarli Scytowie, którzy pozostawili za sobą liczne zniszczenia, czytelne na stanowiskach tej grupy, a także typowe części inwentarza, takie jak grociki trójgraniaste.
- Grupa warmińsko-mazurska – na obszarze Warmii i części Mazur. Część zmarłych chowano w dużych kurhanach, zawierających liczne pochówki. Inną charakterystyczną formą były bruki kamienne, pod którymi znajdowały się szczątki na cmentarzyskach płaskich. W okresie wczesnej epoki żelaza, na tym obszarze rozprzestrzeniła się kultura kurhanów zachodniobałtyjskich, kładąc kres grupie warmińsko-mazurskiej.
- Grupa górnośląsko-małopolska – występowała na wschód od grupy śląskiej, pod której silnymi wpływami się znajdowała. Obejmowała północną i wschodnią część Górnego Śląska, południowo-wschodnią część Wielkopolski wraz ze skrawkami Śląska środkowego oraz zachodnie połacie Małopolski. Była zróżnicowana wewnętrznie, a w jej obrębie wyróżnia się cztery podgrupy. Charakteryzowała się bardzo ubogim zdobnictwem naczyń. We wschodniej części Śląska we wczesnej epoce żelaza pojawiły się ograniczone elementy stylu halsztackiego. W okresie halsztackim C licznie występowały groby szkieletowe, obok pochówków ciałopalnych, jednak zwyczaj ten zanikł w okresie D, w którym z kolei pojawiła się ceramika inkrustowana białą masą, będąca efektem wpływów grupy wschodniowielkopolskiej.
- Grupa słowacka – wykształciła się w tym samym okresie co grupa śląska, czyli u schyłku II okresu epoki brązu. Jej kolebką było najprawdopodobniej dorzecze górnego Wagu, skąd znane są najstarsze stanowiska. Obejmowała północno-zachodnią i środkową część Słowacji, a także fragmenty wschodnich Moraw. Rozwijała się nieco inaczej od innych grup kultury łużyckiej. Eksploatowano karpackie złoża miedzi, wytwarzając własny ośrodek produkcji metalurgicznej. We wczesnej epoce żelaza wznoszono liczne grody, lokowane w miejscach z natury obronnych i fortyfikowane wałami o konstrukcji drewniano-kamienno-ziemnej. Wewnątrz tych grodów znajdowały się zabudowania w konstrukcji zrębowej. Były one regularnie rozplanowane we wnętrzu osad. We wczesnej epoce żelaza często zamieszkiwano jaskinie.
- Grupa kyjatycka – na pograniczu środkowej Słowacji i północnych Węgier w IV okresie epoki brązu, na skutek przesunięć grupy słowackiej na wschód, na obszary zajmowane wcześniej przez kulturę pilińską.

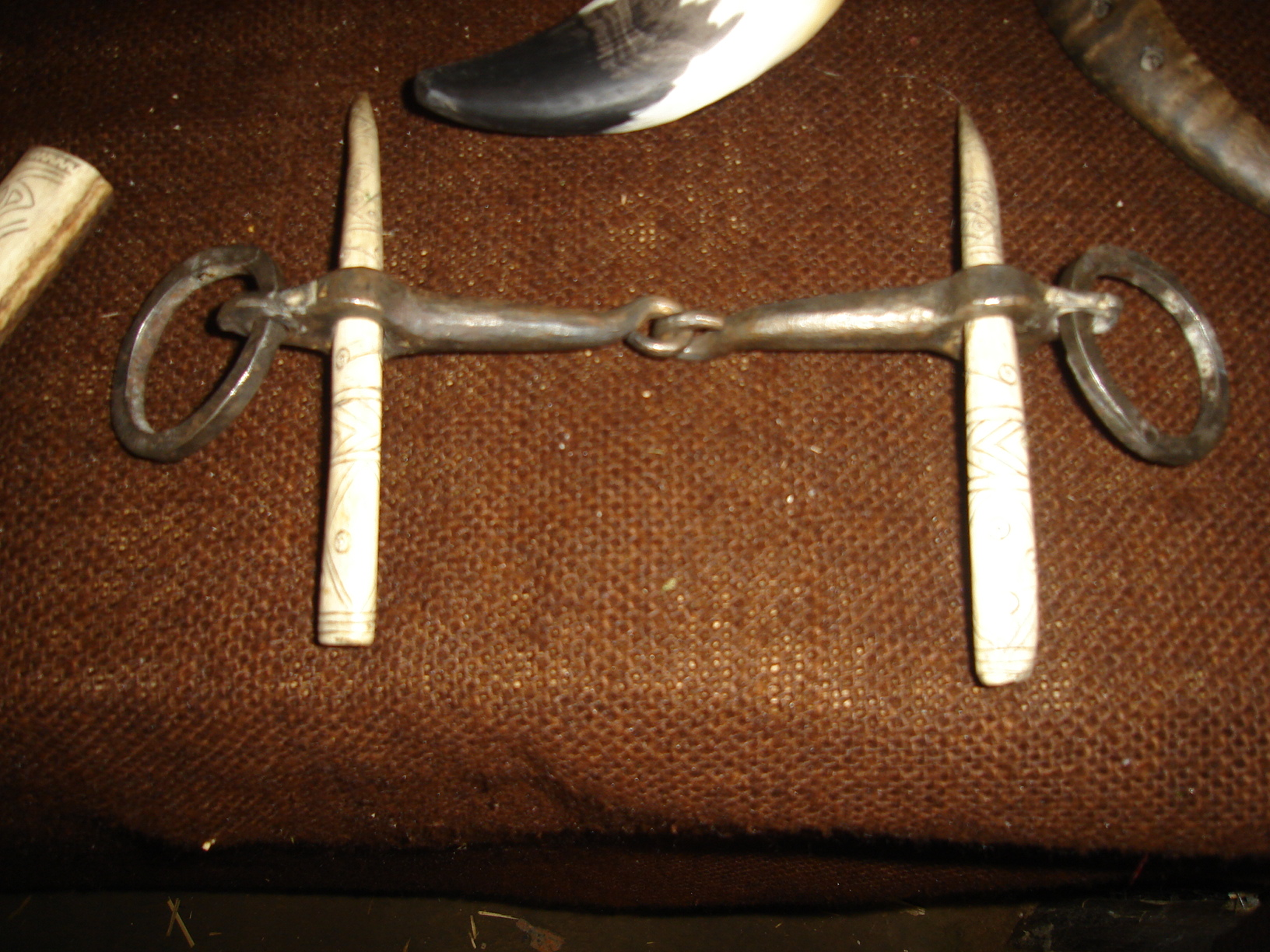
Fragmenty uprzęży końskiej

- Grupy wschodnie – obszary dawnej kultury trzcinieckiej objęte zasięgiem kultury łużyckiej. W ich obrębie istniała faza konstantynowska (zwana też grupą), która wykształciła się w III okresie epoki brązu. Charakterystyczne są groby obstawione i wyłożone kamieniami, z przepalonymi wewnątrz nich szczątkami kilku osób. Na jej bazie powstała grupa środkowopolska. Wśród tak zwanych grup wschodnich wyróżnia się kilka jednostek taksonomicznych.
  - Grupa środkowopolska – wykształciła się na bazie grupy (fazy) konstantynowskiej, na terenach środkowej Polski. W jej ceramice widoczne są elementy stylu uradzkiego.
  - Grupa wschodniowielkopolska – zajmowała obszar wschodniej Wielkopolski, a zwłaszcza obszary w międzyrzeczu Prosny i Warty, a także na Kujawach. Groby w tej grupie były często nakrywane brukiem kamiennym. Ponadto wyjątkowo długo, bo do IV okresu epoki brązu, przetrwały w niej tradycje mogiłowe. Część pochówków szkieletowych pod kurhanami jest ciałopalna, bądź ma nadpalania kości. Grupa ta najsilniej rozwinęła się w okresie halsztackim D, kiedy nastąpił upadek kultury łużyckiej na obszarze Śląska. Ośrodek wielkopolski przejął w tym czasie pośrednictwo w handlu bursztynem od grupy śląskiej, co przyczyniło się do rozkwitu kultury łużyckiej na obszarze wschodniej Wielkopolski i Kujaw. Powstał tam ważny ośrodek metalurgiczny, a ponadto pozyskiwano sól. Rozwinęła się technika inkrustacji ornamentów na ceramice za pomocą białej masy. Z grupy wschodniowielkopolskiej pochodzą również grody obronne typu biskupińskiego. W osadach brak jest wyodrębniających się budowli. Występują bogato wyposażone pochówki, interpretowane jako groby naczelników rodowych lub plemiennych. Ponadto pojawiają się również elementy rzędu końskiego i pochówki zaopatrzone w broń, co pozwala przypuszczać, że powstała warstwa wojowników konnych.
  - Grupa północnomazowiecka – występowała na obszarach północnego Mazowsza od IV okresu epoki brązu. Typowe są pochówki popielnicowe pod brukami lub nasypami kamiennymi. Brak jest śladów tej grupy we wczesnej epoce żelaza.
  - Grupa wschodniomazowiecko-podlaska – jej początki sięgają schyłku III okresu epoki brązu. Obejmowała północno-wschodnie Mazowsze oraz Podlasie. Rozwijała się do końca okresu halsztackiego. Zdarzają się w niej nieliczne groby ciałopalne bezpopielnicowe, w których szczątki zmarłych rozsypywano po wykopanej jamie. Występowało mało wyrobów brązowych i ciągle żywa była wytwórczość krzemieniarska.
  - Grupa ulwówecka – rozwijała się na zachodnim Wołyniu i na ziemi lubelskiej w IV i V okresie epoki brązu. Praktykowano zarówno szkieletowy, jak i ciałopalny obrządek pogrzebowy. Ceramika wykazuje znaczne powiązania z grupą środkowopolską.

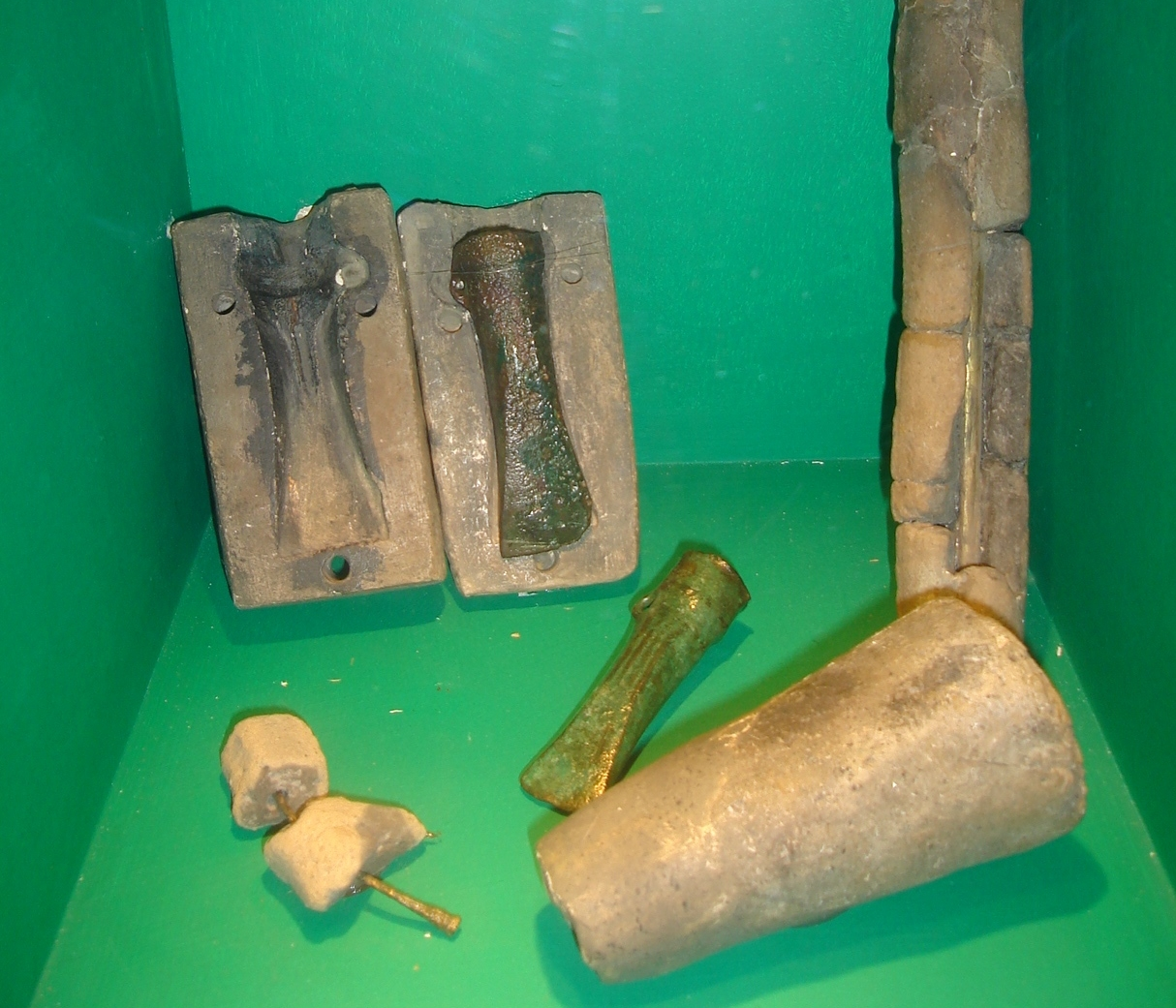
Formy odlewnicze, dysza od pieca hutniczego i siekierka z tulejką

- Grupa tarnobrzeska – występowała głównie w dorzeczu Sanu, ale także w dorzeczu Wisłoki oraz we wschodniej części Gór Świętokrzyskich. Ku północnemu wschodowi sięgała pasma wzniesień Roztocza. Ukształtowała się w ciągu III okresu epoki brązu, a rozwijała się do schyłku okresu halsztackiego. W jej rozwoju wyróżnia się trzy fazy, przy czym w czasie trwania pierwszej znajdowała się pod wpływem kultury Noua, a później w obrębie oddziaływań kultury Gáva. Wykazuje duże różnice w inwentarzu ceramicznym w stosunku do innych grup kultury łużyckiej.
- Grupa górzycka – zajmowała obszary położone nad dolną Odrą oraz nad dolną Wartą w rejonie jej ujścia do Odry. W rozwoju wyróżnia się dwie fazy datowane na okresy halsztackie C oraz D. Powstała po części na bazie grupy brandenbursko-lubuskiej. Występują jednostce wpływy z grupy śląskiej, które widoczne są zwłaszcza w inwentarzu ceramicznym, w stylu halsztackim. W Deszcznie odkryto figurkę kobiety trzymającej naczynie.
- Występują również grupy bądź kultury wykazujące znaczne podobieństwo z kulturą łużycką.
  - Kultura wysocka – na obszarach położonych na wschód od kultury łużyckiej, obejmując południowy Wołyń oraz dorzecza górnego Bugu, Seretu i Styru. Wytworzyła się w IV okresie epoki brązu. Wykazuje wiele cech wspólnych z kulturą łużycką, jednak cechuje się zdecydowanie innym obrządkiem pogrzebowym, ze znaczną przewagą grobów szkieletowych. Pomimo tego niektórzy badacze, a zwłaszcza Zbigniew Bukowski, włączają ją w obręb kultury łużyckiej jako jedną z jej grup[22].
  - Grupa dolnosoławska – nad dolną Soławą i w północnej części dorzecza środkowej Łaby, o takim samym obrządku pogrzebowym jak kultura łużycka oraz podobnym inwentarzem ceramicznym. Inne są natomiast wyroby brązowe, nawiązujące stylistycznie do wyrobów kultury nordyjskiej.
  - Grupa dolnohawelańska – na północ od grupy dolnosoławskiej, na obszarze po obu stronach Łaby. Ukształtowała się pod koniec III okresu epoki brązu i funkcjonowała po wczesną epokę żelaza. Charakterystyczne są groby kloszowe oraz występowanie skarbów wyrobów brązowych. Tak samo jak w przypadku grupy dolnosoławskiej inwentarz ceramiczny jest taki jak w kulturze łużyckiej, natomiast brązowy odpowiada bardziej wyrobom kultury nordyjskiej.

## Przynależność etniczna

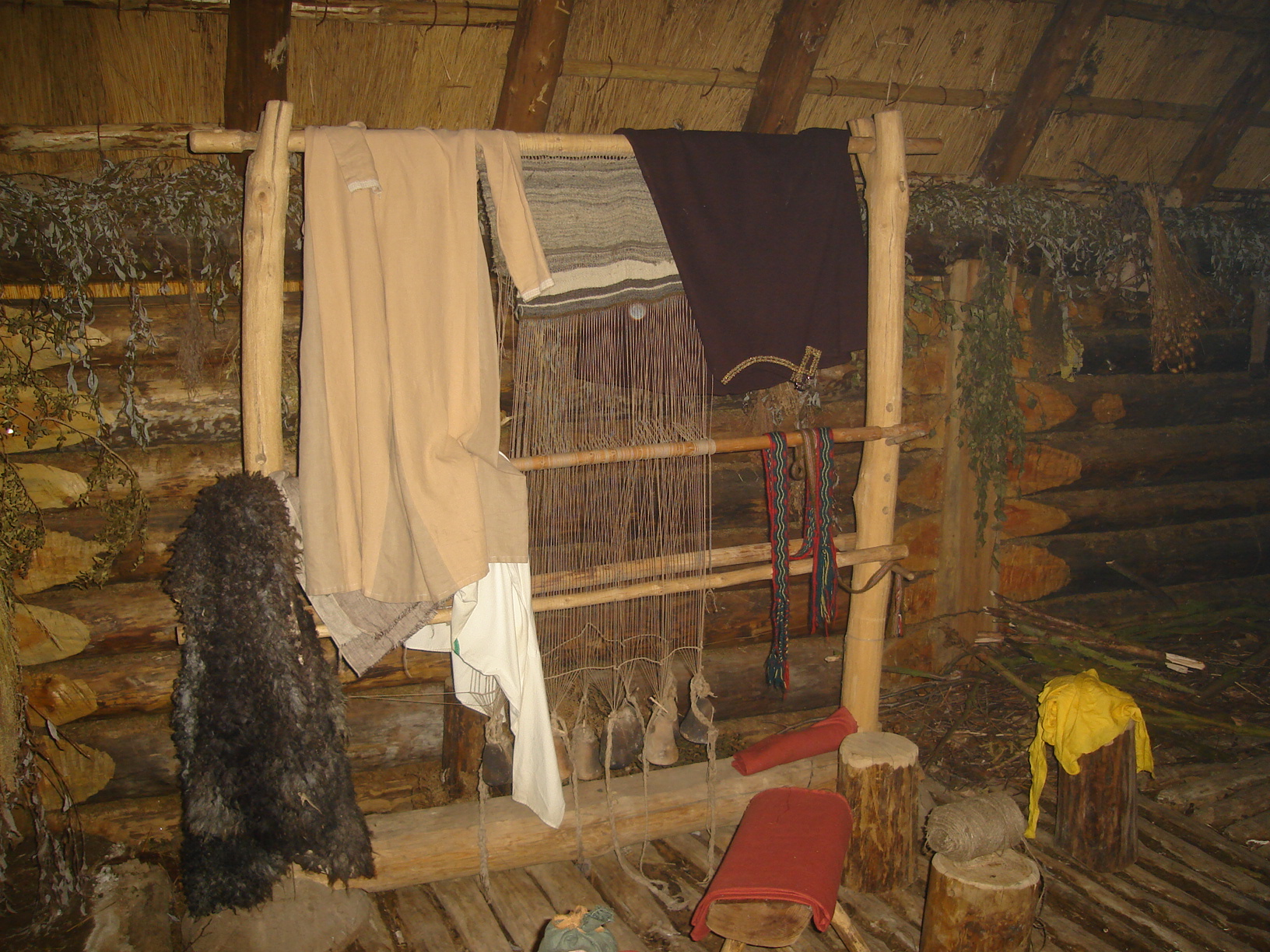
Rekonstrukcja krosna tkackiego z osady w Biskupinie

Największe emocje wśród archeologów budzi kwestia przynależności etnicznej ludności kultury łużyckiej. Wiąże się to z koncepcją autochtonicznej genezy Słowian oraz z powstaniem terminu Prasłowianie. W okresie międzywojennym polska archeologia, której czołowym przedstawicielem był Józef Kostrzewski, dążyła do udowodnienia, że ziemie polskie były zasiedlone przez Słowian jeszcze w epoce brązu, a osadnictwo to miało charakter ciągły, aż do wczesnego średniowiecza. Według hipotezy Kostrzewskiego od ludności kultury łużyckiej mieli się wywodzić Słowianie. Koncepcja ta była obowiązującym paradygmatem polskiej archeologii w kilku następnych dziesięcioleciach, kiedy badacze mieli za zadanie dowieść przynależności ziem zachodnich do Słowian. Była ona po części odpowiedzią na teorie archeologów niemieckich, a zwłaszcza Gustafa Kossinny, który doszukiwał się w kulturze łużyckiej etnosu pragermańskiego. Badacze niemieccy widzieli również w kulturze łużyckiej lustrzane odbicie pobytu na omawianych ziemiach ludów iliryjskich. Wiąże się to z wypracowanym przez Kossinnę sposobem przyporządkowania kultur archeologicznych poszczególnym ludom i plemionom, znanym z relacji starożytnych. Dalej od Kostrzewskiego poszedł Aleksander Gardawski, który doszukiwał się istnienia Prasłowian w ramach kultury trzcinieckiej, na bazie której miała dopiero rozwinąć się kultura łużycka, natomiast najbardziej odważną hipotezę postawił Witold Hensel, który uważał, że pierwsze prasłowiańskie wspólnoty należy przypisywać do kultur z ceramiką sznurową. Zgodnie z tą hipotezą kultura trzciniecka i wschodnia część kultury łużyckiej odpowiadały plemionom słowiańskim, natomiast zachodnia część ziem w zasięgu kultury łużyckiej, dopiero później uległa slawizacji. Spośród grup etnicznych odnotowanych w źródłach piśmiennych podkreślić również należy prawdopodobny związek illyryjskich Wenetów z kręgiem kulturowym pól popielnicowych. U progu czasów historycznych ludy z tak zwanego wenetyjskiego ugrupowania etnicznego zepchnięte były jednak kolejnymi falami migracyjnymi na takie obszary, jak rejon ujścia Wisły, Bretania, Macedonia, a nawet Paflagonia w Azji Mniejszej. Obecnie podkreśla się słabość hipotezy autochtonicznego pochodzenia Słowian, wskazując na brak możliwości udowodnienia ciągłości osadniczej na ziemiach polskich. Zdaniem Kazimierza Godłowskiego geografia etniczna ówczesnej Europy była o wiele bardziej skomplikowana, niż uważają zwolennicy koncepcji autochtonistycznej i istniało z pewnością wiele ludów, których języków nie znamy ani z przekazów pisanych, ani z czasów nam współczesnych. Dlatego też niemożliwe do udowodnienia jest powiązanie niektórych grup etnicznych z określonymi grupami i kulturami kręgu kultur pól popielnicowych, w tym z grupami kultury łużyckiej. W związku z tym, jak podkreśla Piotr Kaczanowski, należy zachować szczególną ostrożność w identyfikowaniu grup taksonomicznych ze znanymi z przekazów pisanych grupami etnicznymi.
Niektórzy polscy badacze identyfikowali ludność kultury łużyckiej ze wspomnianymi przez Herodota Neurami, na co miałyby wskazywać liczne na obszarze Polski nazwy rzeczne o rdzeniu *nur / *nyr („mokry, wilgotny”): Nurzec, Ner, Narew. Ponieważ Herodot, umiejscawiający Neurów w dorzeczu Prypeci, Bohu i Dniestru, wspomniał, że przybyli tam z dawniejszych siedzib, byliby oni zatem ludnością łużycką, która wywędrowała na wschód.

## Społeczeństwo i religia

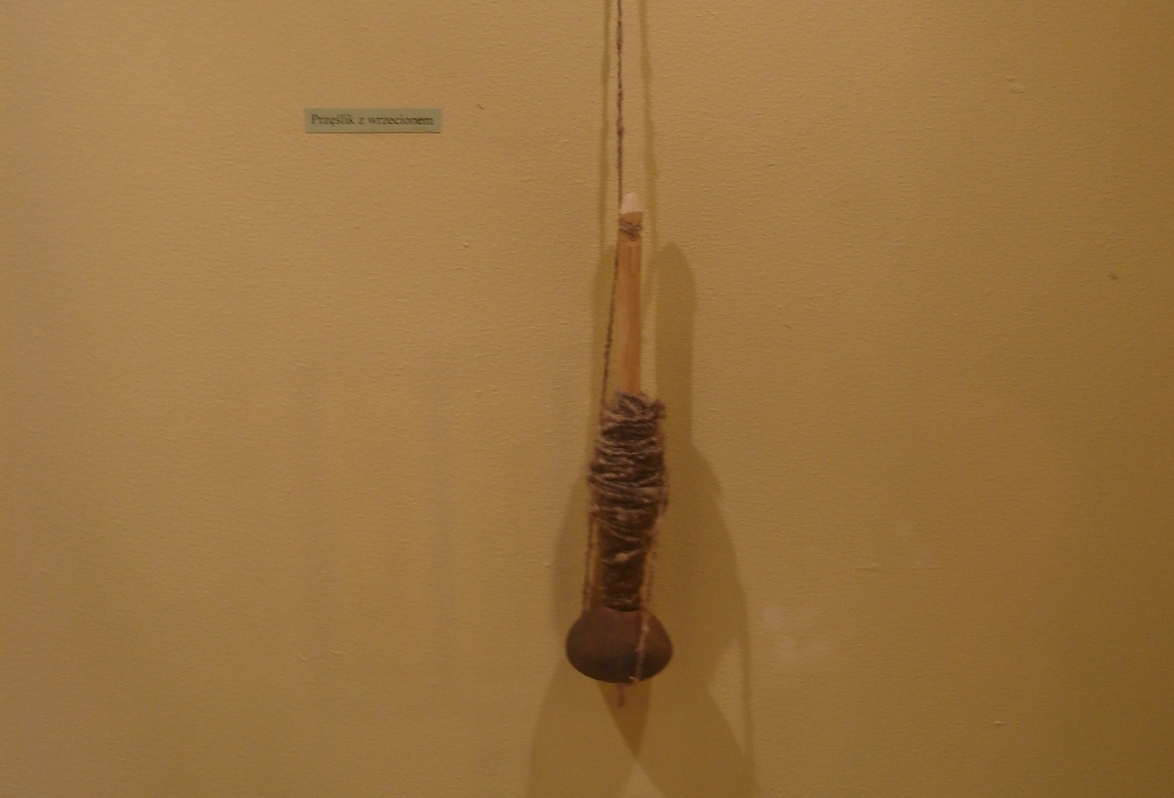
Przęślik z wrzecionem. Przyrząd służący do kręcenia nici

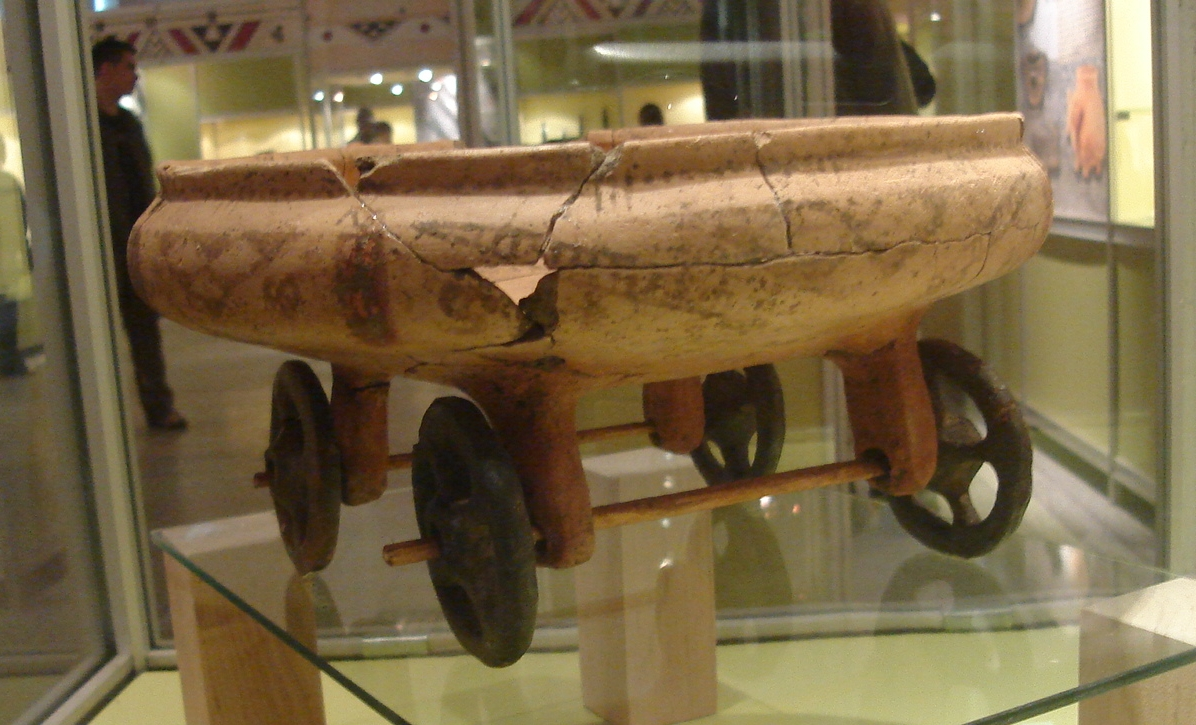
Wózek z Domasławia, pochodzący z okresu halsztackiego

Pierwszą i najmniejszą jednostką podstawową w kulturze łużyckiej miała być rodzina pojedyncza. Rodziny te łączyły się następnie w wielkie rodziny bądź rody, na które składało się około 100–150 osób. Jedna taka wielka rodzina mogła wykorzystywać powierzchnię około 20–30 km². Największą, ale zapewne luźniejszą, formę organizacji społecznej miały sprawować plemiona składające się z 30–40 rodów, których próbuje się doszukiwać w podgrupach grup kultury łużyckiej.
Na podstawie grobów z wielkich cmentarzysk poznano strukturę wiekową chowanych osób. Dominowały trzy grupy: dzieci do 6 miesięcy, ludzie młodzi w wieku 15–20 lat oraz ludzie dojrzali w wieku 25–35 lat. Średnia długości życia ludności kultury łużyckiej wynosiła około 20 lat w wyniku wysokiej śmiertelności dzieci. Społeczności były raczej egalitarne, czego dowodem jest mała ilość grobów wyróżniających się pod względem wyposażenia. W niektórych grupach, zwłaszcza w fazach wczesnych, groby takie jednak występują, wskazując na uprzywilejowaną pozycję starszyzny rodowo-plemiennej. O akumulacji dóbr przez takie osoby świadczyć mogą występujące w początkowym okresie skarby brązowe.
Inaczej sytuacja wygląda w kwestii próby rekonstrukcji dawnych wierzeń i idei religijnych. Na cmentarzyskach brak jest grobów wskazujących na osoby pełniące funkcje kultowe lub obrzędowe. W niektórych grupach występują co prawda figurki ludzkie lub instrumenty muzyczne, jednak zdaniem Piotra Kaczanowskiego znaleziska te nie są dostatecznym argumentem na istnienie zinstytucjonalizowanych form obrzędowych. Z obszaru objętego zasięgiem kultury łużyckiej nie jest znany żaden obiekt, co do którego można przypuszczać, że pełnił funkcje kultowe. Z kultem solarnym łączy się co prawda niektóre znaki występujące na ceramice oraz przedstawienia ptaków, wiążą się one jednak dopiero z wczesną epoką żelaza. Przypuszcza się, że ówczesne wierzenia musiały dotyczyć sfery życia pośmiertnego i różnych aspektów rytuału grzebalnego.

## Obrządek pogrzebowy

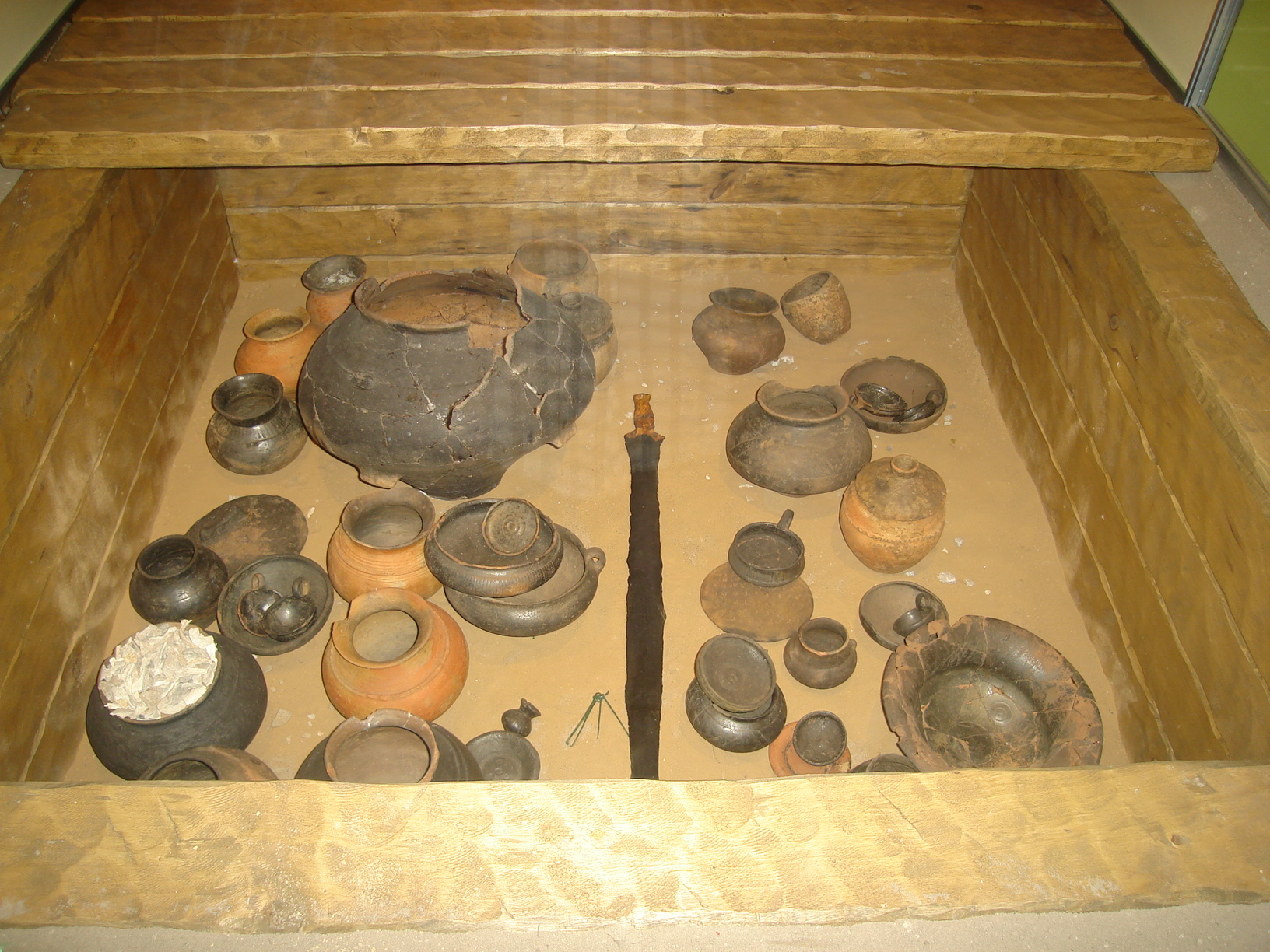
Pochówek popielnicowy w komorze drewnianej

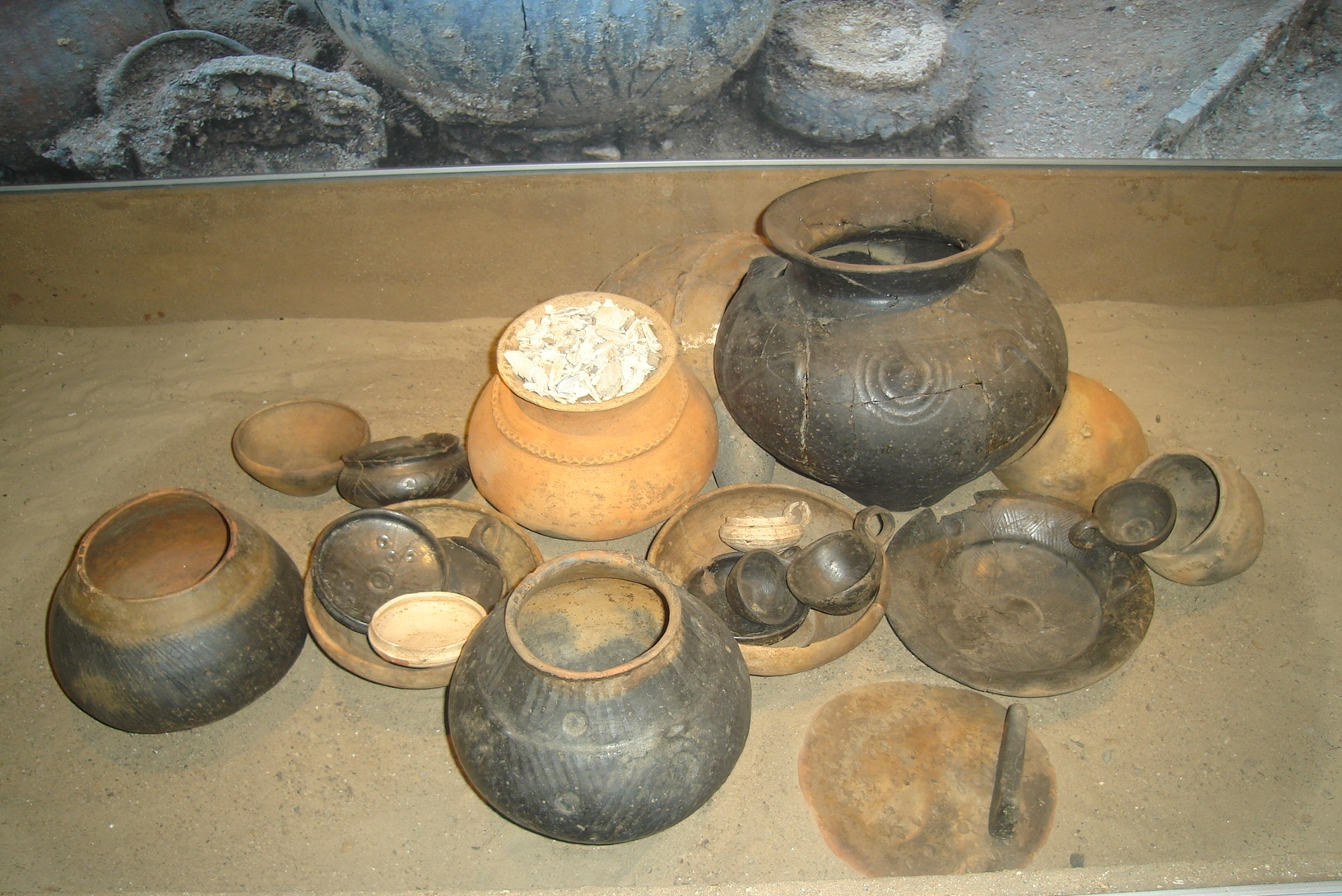
Pochówek popielnicowy. Po prawej u góry naczynie w stylu guzowatym.

Najpowszechniejszym oraz najbardziej charakterystycznym dla ogólnego zarysu kultury łużyckiej jest obrządek pogrzebowy ciałopalny popielnicowy. Zmarłych chowano w grobach płaskich, tworzonych na wielkich, używanych przez wiele pokoleń, cmentarzyskach. Z pojawieniem się takich cmentarzysk wiązało się formowanie kultury łużyckiej na bazie kultury mogiłowej oraz kultury trzcinieckiej. Jednak proces ten nie przebiegał wszędzie jednakowo, a ta forma pochówku nie jest jedyną występującą wśród form grzebania zmarłych. Stosunkowo długo utrzymywały się starsze tradycje mogiłowe, z którymi wiązało się istnienie w głąb II i nieraz IV epoki brązu grobów pod kurhanami. Było tak w Saksonii, na Łużycach, Pomorzu i Słowacji. Inną formą kontynuowania starszych tradycji są współwystępujące na tych samych cmentarzyskach, wraz z grobami ciałopalnymi, pochówki szkieletowe, zwłaszcza na obszarze Górnego Śląska oraz zachodniej Małopolski. Występowały także różne warianty pochówków ciałopalnych. W pierwszych fazach rozwoju, na cmentarzysku położonym w miejscowości Kietrz, odkryto wiele grobów przygotowanych jakby na przyjęcie całych, niespalonych zwłok (tzw. Grób typu kietrzańskiego), w których znajdowały się jedynie rozsypane po całej jamie szczątki zmarłego. Innym typem grobu są pochówki ciałopalne popielnicowe znajdujące się pod brukiem kamiennym. Cmentarzyska kultury łużyckiej funkcjonowały nawet kilkaset lat, przy czym zachowywano te same tendencje rozwoju nekropolii, nie naruszając grobów starszych.
O sile tradycji łużyckich w obrządku pogrzebowym świadczy niezmienienie się formy pochówku w grupie śląskiej, pomimo licznych wpływów kultury halsztackiej w wielu innych dziedzinach życia. W okresie tym pojawiły się w grupie śląskiej jedynie nieliczne, pojedyncze groby szkieletowe. Wpływami kultury halsztackiej tłumaczy się natomiast pojawienie się konstrukcji drewnianej w grobach, tworzącej tak zwane komory drewniane. Innym efektem tych wpływów jest występowanie w grobach dużych naczyń w kształcie wazy, niesłużących jako popielnice, lecz jako jedne z przystawek. Na uwagę zasługują cmentarzyska położone w miejscowościach Domasław oraz Gorszewice, które wiąże się najprawdopodobniej z istnieniem faktorii handlowej, o czym świadczy mnogość wyrobów obcego pochodzenia. W okresie halsztackim pojawiło się również obstawianie grobów kamieniami, występujące na przykład w grupie górzyckiej, groby wyposażone w broń i elementy uprzęży końskiej, głównie w grupie wschodniowielkopolskiej, obecność licznych grobów szkieletowych w okresie halsztackim C w grupie górnośląsko-małopolskiej, które zanikły już w okresie D oraz groby występujące jeden nad drugim w grupie słowackiej.

## Gospodarka

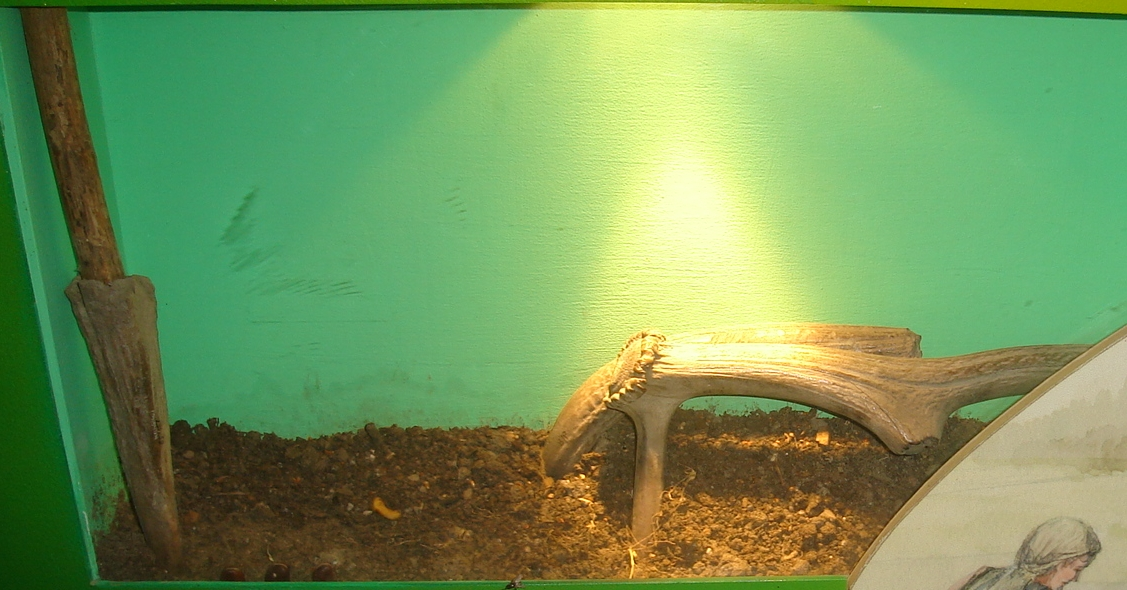
Sadzak i motyka wykonane z poroża zwierząt

W zasadzie wszystkie grupy kultury łużyckiej cechują się stabilnym, osiadłym trybem życia, związanym z gospodarką typową dla tej kultury – głównie uprawą ziemi przy dużym znaczeniu hodowli zwierząt. Uprawiano na dużą skalę głównie zboża: pszenicę, jęczmień i proso. Znano także uprawiane kopieniaczo rośliny bobowate, mianowicie: groch, bób i soczewicę, a także len oraz mak. Jako narzędzia do uprawy roli służyły motyki wykonane z fragmentów poroża zwierząt, rogowe kopaczki i sadzaki oraz radła z drewna, którymi z pomocą zwierząt orano ziemię. Zachowane fragmenty radeł pochodzą z wczesnej epoki żelaza, jednak przypuszcza się, że były one używane również w epoce brązu.
Hodowano bydło rogate, owce, świnie i konie. W ramach gospodarstwa domowego funkcjonowała obróbka kości, drewna, gliny, poroża, krzemienia, kamienia, wytwórczość ceramiczna, tkacka oraz obróbka włókien. W okresie halsztackim D na obszarze Kujaw duże znaczenie osiągnęła eksploatacja źródeł słonych. Przez cały okres trwania kultury łużyckiej rozwinięte było odlewnictwo, najprawdopodobniej mające już wtedy status odrębnego rzemiosła. Świadczy to o dużej roli handlu, bowiem wytwórczość metalurgiczna bazowała najprawdopodobniej na surowcu importowanym. Największą rolę handel odegrał we wczesnej epoce żelaza, kiedy grupa śląska kultury łużyckiej najprawdopodobniej przejęła kontrolę nad paneuropejskim szlakiem bursztynowym wiodącym od północnych wybrzeży Morza Adriatyckiego, poprzez obszary naddunajskie, a następnie rzeką Morawą ku Bramie Morawskiej, lądem przez Śląsk, po czym Odrą do Morza Bałtyckiego.

## Osadnictwo i budownictwo

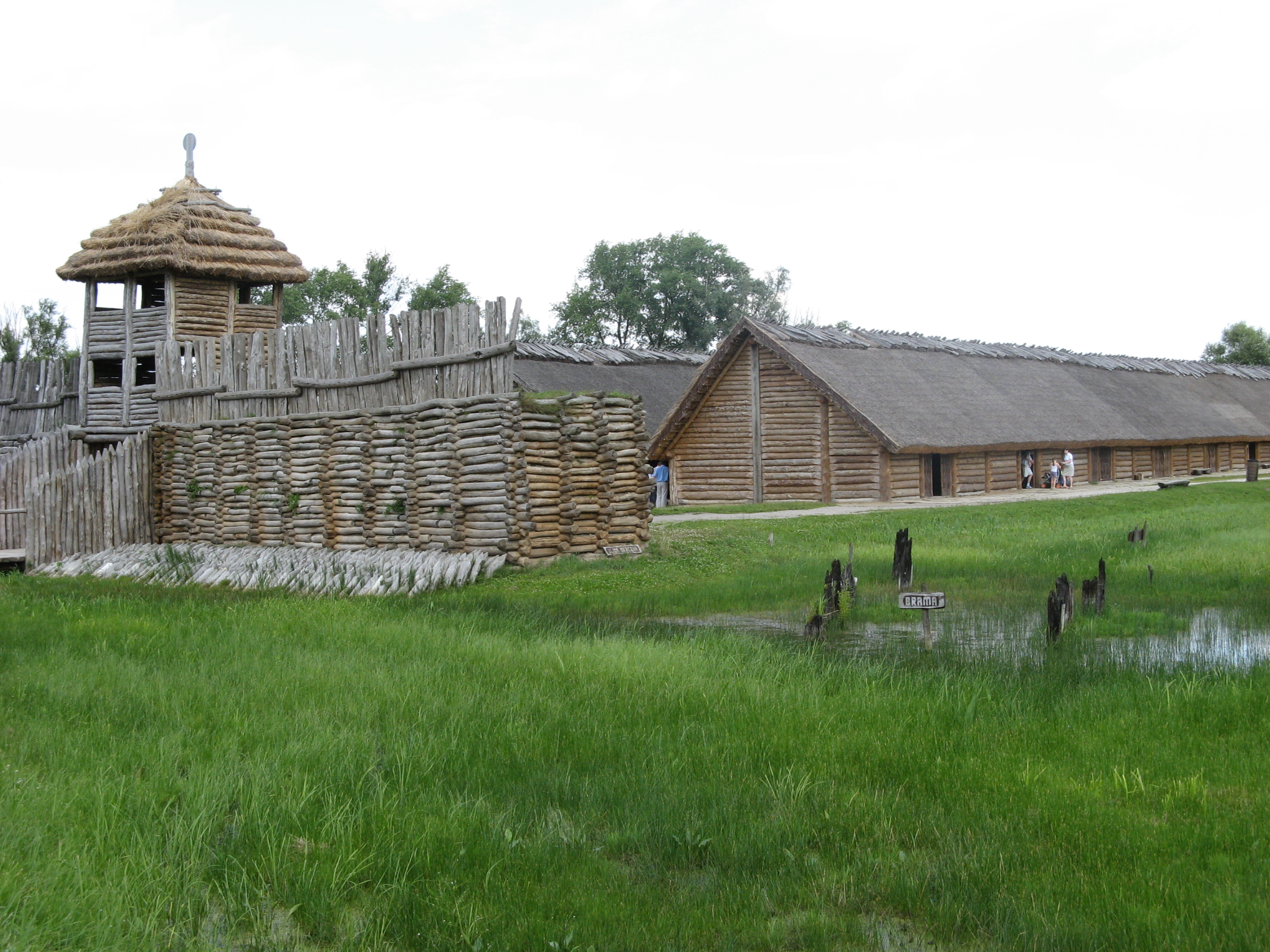
Rekonstrukcja wału i chaty w Biskupinie

U schyłku II oraz w III i IV okresie epoki brązu dominowały osady otwarte, zakładane na terasach nadzalewowych rzek i potoków oraz na łąkach w pobliżu jezior. Wyjątkiem była grupa sasko-łużycka, w której od najwcześniejszych faz rozwoju występowały grody. Domy wznoszono najczęściej w konstrukcji słupowo-ramowej, chociaż stosowano również konstrukcję zrębową i konstrukcję sumikowo-łątkową. Chaty były budowane na planie prostokąta o dwóch lub trzech pomieszczeniach. W jednym pomieszczeniu było palenisko ułożone z kamieni. Poza budynkami naziemnymi w pozostałościach osad odkryto liczne jamy o charakterze gospodarczym lub produkcyjnym oraz paleniska.
W V okresie epoki brązu rozpoczęła się intensywna kolonizacja wewnętrzna, wiązana ze zwiększeniem gęstości zaludnienia, skłaniającego ludzi do szukania nowych miejsc dla osadnictwa. Zaowocowało to wkroczeniem kultury łużyckiej na tereny górskie w Sudetach i w zachodnich Karpatach. Zaczęto również wykorzystywać zalesione obszary dzielące dotąd poszczególne centra osadnicze. W następnej fazie rozwoju, zaliczanej już do okresu halsztackiego, zaczęto na południowych i zachodnich połaciach terytorium zajętego przez kulturę łużycką wznosić osiedla obronne – grody typu biskupińskiego. Poza Biskupinem, datowanym metodą dendrochronologiczną na 738 lub 737 rok p.n.e., grody takie znane są ze stanowisk położonych przy miejscowościach Izdebno, Smuszewo, Sobiejuchy, Jankowo i Kruszwica. Wszystkie były ulokowane na terenach bogatych w zbiorniki wodne, dążono do maksymalnego zagospodarowania zabudowanej powierzchni i wykorzystania naturalnych walorów obronnych. Wały tych grodów budowano w konstrukcji zrębowej, ich wnętrze wypełniając ziemią i kamieniami. Ich pojawienie się związane jest z tak zwanym horyzontem kimmeryjskim, czyli z przybyciem do Europy koczowniczych ludów, najeżdżających między innymi obszary objęte osadnictwem kultury łużyckiej. Osady ufortyfikowane charakteryzują grupę słowacką, gdzie istniały grody ufortyfikowane wałami drewniano-kamienno-ziemnymi, z rzędami domów porozdzielanych ulicami. Niektóre z chat w tej grupie były stawiane na podmurówkach kamiennych. Istnieje pogląd, według którego grody kultury łużyckiej były zaczątkiem procesów urbanizacyjnych na ziemiach polskich. Jednakże brak swobody architektonicznej wyrażający się w przestrzeganiu określonych zasad przy rozmieszczaniu nowych budynków, a także społeczny nacisk na egalitaryzm, brak miejsca centralnego i obiektów publicznych oraz samowystarczalność osady powodują, że we współczesnym rozumieniu słowa miasto nie można utożsamiać grodów typu biskupińskiego z procesami urbanizacyjnymi.

## Inwentarz

### Wyroby ceramiczne
W III okresie epoki brązu w grupie sasko-łużyckiej oraz w grupie śląskiej wykształcił się w ceramice styl guzowy. Na brzuścach naczyń tworzono guzy poprzez wyciskanie ich z wnętrza naczynia, przez co w przekroju przybierały kształty wieloboków. Powierzchnię wokół guzów zdobiono liniami dookolnymi albo żłobkami. Styl ten występował także w grupie brandenbursko-lubuskiej, gdzie powstał kolejny wariant, oraz w grupie górnośląsko-małopolskiej pod wpływem grupy śląskiej. Styl guzowy nie przyjął się na całości ziem objętych osadnictwem kultury łużyckiej, zwłaszcza na obszarach wschodnich oraz w grupie słowackiej. Inaczej było w IV okresie epoki brązu, kiedy w całej kulturze łużyckiej rozpowszechniły się naczynia dwustożkowate, o ostrych załomach brzuśców. W tym czasie przyjął się również motyw szerokich ukośnych żłobków. U schyłku epoki brązu rozpowszechnił się zwyczaj łagodzenia ostrych załomów brzuśców naczyń oraz przyjęcie się techniki grafitowania powierzchni naczyń. Dla tego okresu typowym był ornament geometryczny, na który składały się grupy rytych kresek, linii oraz trójkątów ukośnie zakreskowanych. Z kolei w grupie sasko-łużyckiej pojawiło się zdobienie naczyń szerokimi poziomymi żłobkami.
We wczesnej epoce żelaza nastąpiły zmiany w znajdującej się pod wpływami kultury halsztackiej grupie śląskiej, z której rozprzestrzeniały się na inne obszary objęte zasięgiem kultury łużyckiej. Rozwinęła się wyspecjalizowana produkcja garncarska, nastawiona na produkcję ceramiki typu halsztackiego. Doskonalono technikę grafitowania naczyń, wprowadzano nowe motywy zdobień, a również zastosowano nowe osiągnięcia w technice produkcji i zdobienia naczyń. Charakterystyczne jest zdobienie naczyń wyświeconymi kreskami lub pasmami na grafitowanej powierzchni. Na Śląsku pojawiło się w tym czasie zjawisko malowania wyrobów ceramicznych, oparte na halsztackich wzorcach. Występują liczne malowane motywy geometryczne składające się z kół, będących wyobrażeniami tarczy słonecznej, czy z trójkątów oraz trykwetrów. Niektóre z tych znaków mogą wskazywać na symbolikę solarną. Wyjątkowym znaleziskiem o charakterze kultowym jest wózek z Domasławia – niewielkie naczynie umieszczone na kółkach. Spotyka się również w grobach kultury łużyckiej tego okresu gliniane podstawki w kształcie półksiężyca, które ustawiane były na płaskich plackach glinianych. Poza tymi nowymi typami ceramiki w dalszym ciągu występowały dawniejsze rodzaje naczyń, używane zwłaszcza w gospodarstwach domowych.
Inaczej sytuacja wyglądała we wschodniej Wielkopolsce, czyli obszarze, który wiódł prym w okresie halsztackim D, kiedy załamaniu uległa grupa śląska kultury łużyckiej. Z grupy wschodniowielkopolskiej na inne obszary obejmowane zasięgiem kultury łużyckiej dostały się wpływy, których efektem była nowa technika zdobienia naczyń – inkrustacja białą masą. Poza tradycyjnymi, starszymi motywami pojawiły się wtedy schematyczne wyobrażenia ludzi i zwierząt, które czasem tworzą całe przedstawienia figuralne na naczyniach. Najczęściej występują sceny polowań na jelenie z udziałem jeźdźców pieszych i konnych oraz sceny z wozami, których interpretacja nastręcza badaczom problemów. Bierze się pod uwagę możliwość wyobrażania w ten sposób podróży w zaświaty. Figuralny styl w zdobnictwie naczyń jest efektem wpływów kultury wschodniohalsztackiej.

### Wyroby metalowe

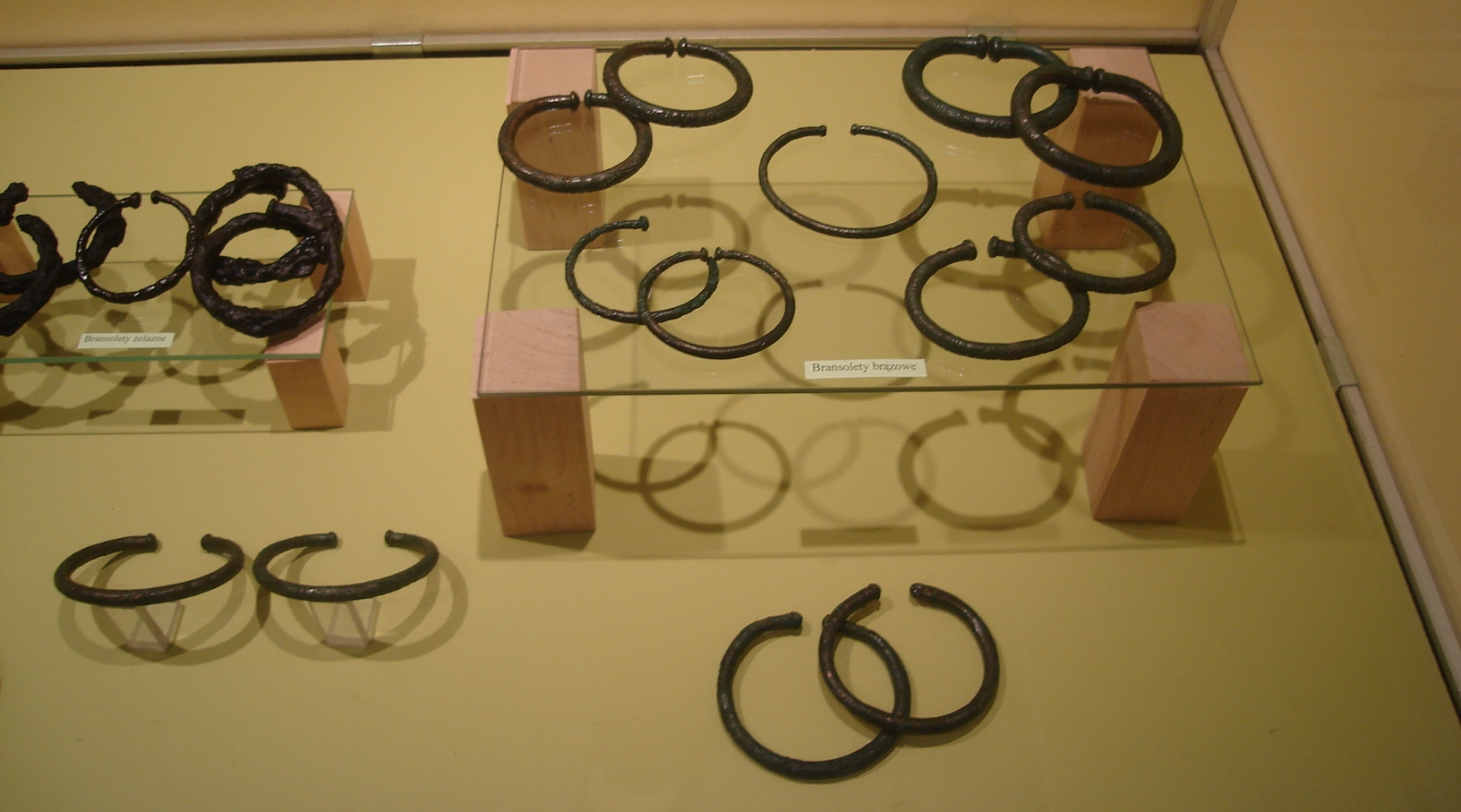
Bransolety brązowe po prawej stronie i żelazne po lewej

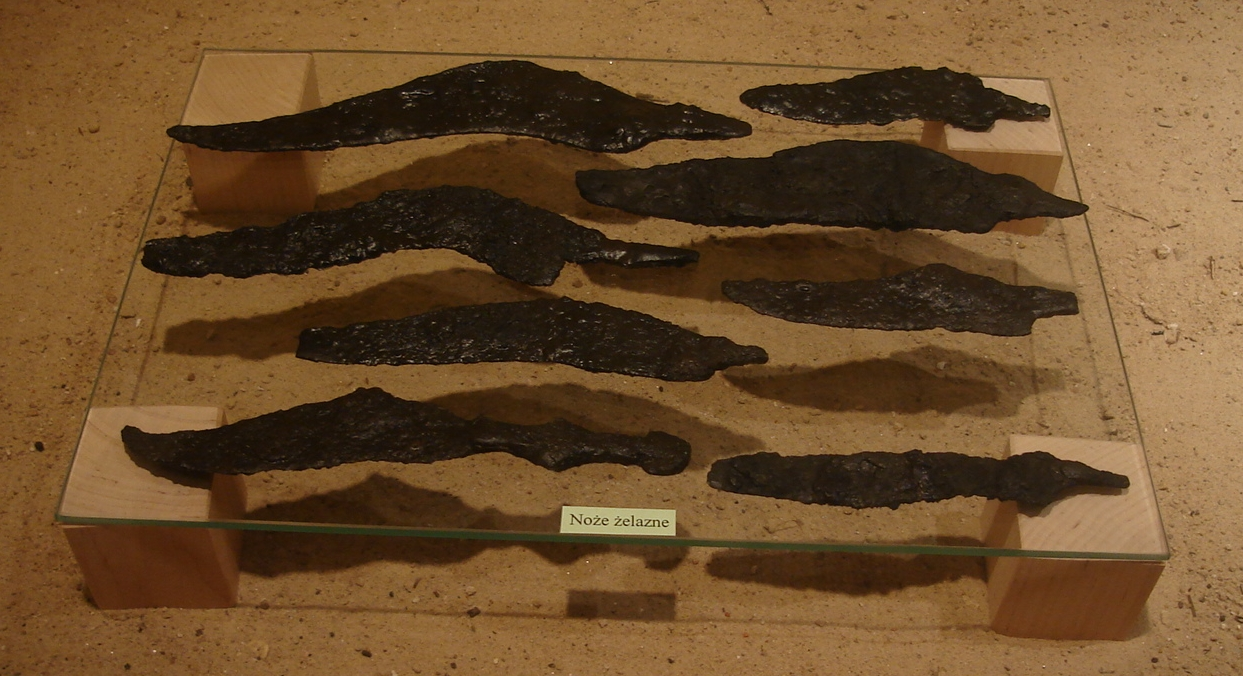
Noże żelazne

W trzeciej fazie epoki brązu szeroko rozpowszechniły się wyroby brązowe, wśród których występowały charakterystyczne szpile brązowe, miecze z nitami do umocowania rękojeści, bransolety z tarczkami spiralnymi, różnego typu siekierki, zwłaszcza siekierki z piętką. W czwartym okresie epoki brązu wykształcił się styl, który szybko opanował cały niemal obszar kultury łużyckiej. Wyroby obejmują siekierki z tulejkami, miecze z rękojeściami brązowymi, ozdoby z tarczkami spiralnymi, występujące już wcześniej siekierki ze skrzydełkami, noże, bransolety, pierwsze zapinki. W schyłkowej epoce brązu pojawiły się nowe typy zapinek, sierpy z guzkiem, brzytwy i sztylety, naszyjniki oraz drobne ozdoby z drutu.

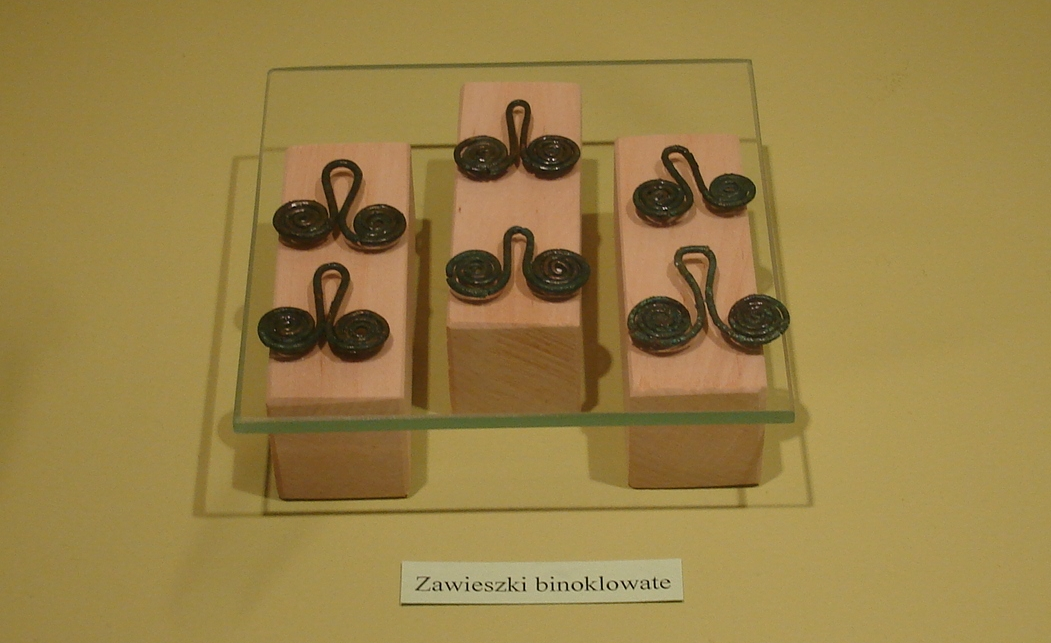
Zawieszki binoklowate (kształtem przypominające binokle)

Sytuacja uległa zmianie w okresie halsztackim C, kiedy na obszarze zajmowanym przez grupę śląską kultury łużyckiej, pojawiły się wpływy kultury halsztackiej, prawdopodobnie poprzez szlak handlowy, wiodący z wybrzeża północnego Adriatyku nad Morze Bałtyckie. Dzięki tym wpływom w grupie śląskiej po raz pierwszy na ziemiach polskich zaczęły pojawiać się przedmioty żelazne. Wśród wyrobów importowanych występowały zapinki różnego typu, na przykład zapinki harfowate, naszyjniki, naczynia brązowe, klamry do pasa, siekierki żelazne z bocznymi występami, żelazne czekany, rzadziej spotykane już miecze. Ponadto wytwarzano liczne bransolety z kulkowato zgrubiałymi końcami i szpile z łabędzią szyjką. Najprawdopodobniej zmienił się w tym czasie również styl ubierania, ponieważ rozpowszechniły się zapinki i klamry do pasów.

### Inne wyroby
W użyciu były przedmioty wykonane z poroża zwierząt, kości, drewna oraz z kamienia, w szczególności krzemienia. Były to na przykład drewniane radła, służące do orania ziemi, rogowe kopaczki, sadzaki i motyki. Przez cały okres w użyciu były wykonane z kamienia topory. Wytwory krzemienne natomiast funkcjonowały najliczniej w grupach wschodnich, a zwłaszcza w grupie wschodniomazowiecko-podlaskiej, w której z krzemienia wytwarzano różnego typu narzędzia oraz grociki strzał. Znajduje się również niemetalowe ozdoby w postaci paciorków, wykonywanych niekiedy ze szkła.

## Zanik
U schyłku okresu halsztackiego doszło do znacznych zmian klimatycznych. Wiąże się to z nastaniem okresu subatlantyckiego. Był on chłodniejszy i wilgotniejszy od schyłku okresu poprzedniego, subborealnego. W efekcie nasilał się proces zabagniania coraz większych obszarów, w tym nawet zalewania terenów zasiedlonych (zmuszając np. do przebudowania grodu w Biskupinie). Problemem kluczowym było zaspokojenie potrzeb żywnościowych w wyniku koncentracji dużych grup ludności na małych obszarach, co przy mniejszej wydajności środowiska przyrodniczego doprowadziło do zmian w sposobach uprawy ziemi, co pociągnęło ze sobą reorganizację sieci osadniczej, a więc również zburzenie istniejących dotychczas struktur gospodarczo-społecznych. Dodatkowo do destabilizacji przyczyniły się najazdy zagonów scytyjskich, które już w czasach wcześniejszych doprowadziły do załamania się rozwoju grupy śląskiej, wcześniej zresztą uległej silnym wpływom halsztackim. Kryzys znajduje odzwierciedlenie również w danych palinologicznych, które świadczą o ograniczeniu gospodarki ludzkiej i regeneracji szaty leśnej. Na tle tych wydarzeń powstała nowa jednostka kulturowa, dla której bazą była grupa pomorska kultury łużyckiej, nazywana kulturą pomorską. Powstała w wyniku aktywizacji społeczności zasiedlających dotychczas trudniejsze warunki siedliskowe – obszary morenowe południowych pobrzeży Bałtyku. Te mniejsze, bardziej mobilne grupy w zmienionych warunkach stały się motorem przemian społeczno-kulturowych tej części Europy. Charakterystyczne dla nich rozproszone struktury osadnicze lokalizowane były na położonych wyżej i bardziej suchych glebach. Kultura ta szybko rozprzestrzeniła się na inne obszary zajmowane dotąd przez osadnictwo kultury łużyckiej i położyła jej kres. Pozostałości kultury łużyckiej w postaci mniejszych i większych enklaw przetrwały jednak do środkowego okresu lateńskiego. Do ostatecznej destrukcji kręgu kultur popielnicowych przyczyniło się ostatecznie rozprzestrzenienie się w Europie Środkowej żywiołu (proto-)germańskiego.